# Транспорт Запоріжжя

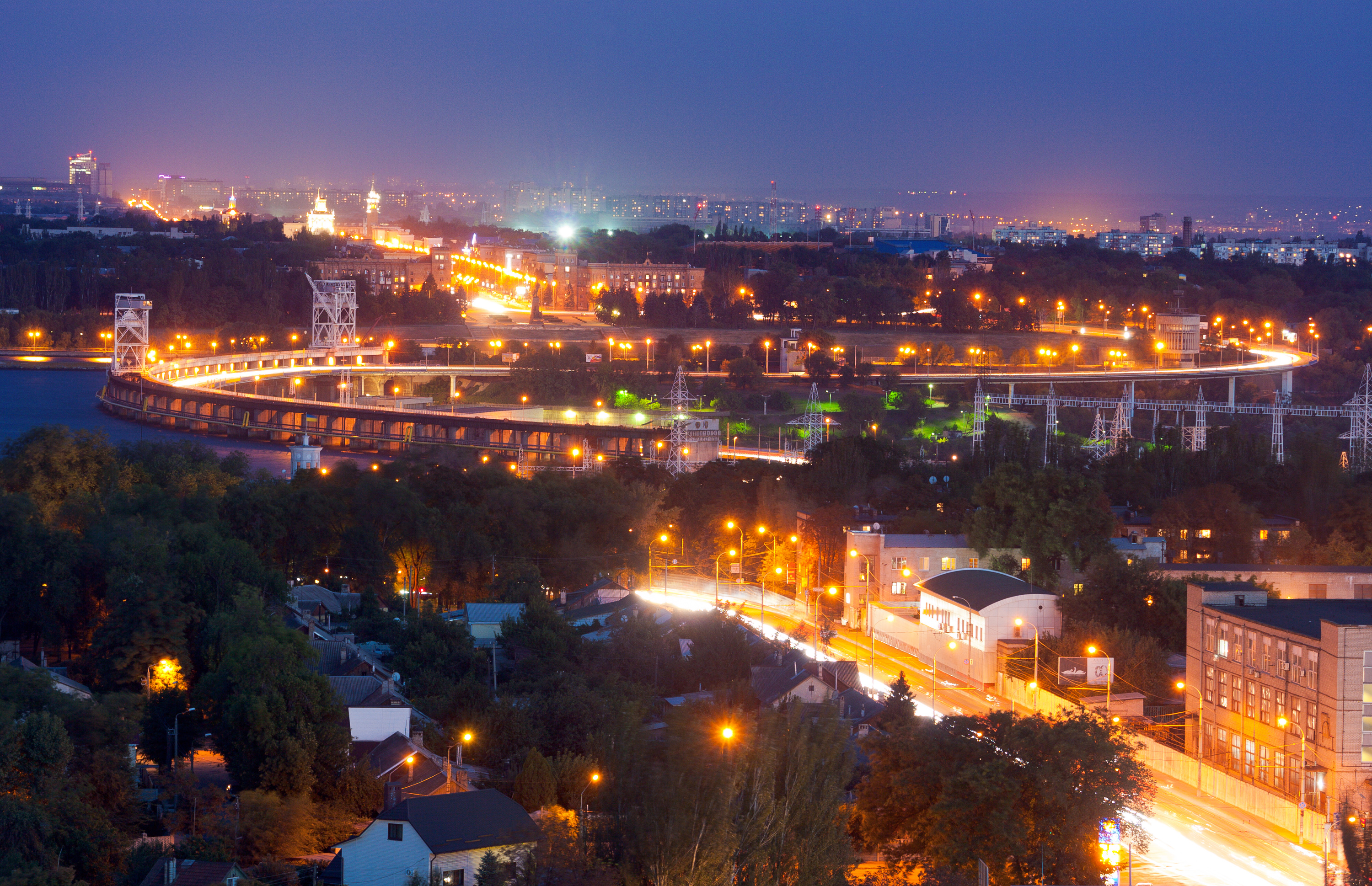
Гребля Дніпровської ГЕС

Трáнспорт Запорíжжя — система транспортного обслуговування у місті Запоріжжя, яка включає міський тролейбус, трамвай, автобус (маршрутне таксі), міжміські і приміські автобуси, міжміський та приміський залізничний, річковий та повітряний транспорт.

## Міський громадський транспорт
Власником тролейбусної та трамвайної мережі електротранспорту є Запорізька міська рада, забезпечення перевезення пасажирів здійснює запорізьке комунальне підприємство міського електротранспорту «Запоріжелектротранс», яке обслуговує станом на 2020 рік 8 тролейбусних, 7 трамвайних та 11 муніципальних автобусних маршрутів. Приватні перевізники обслуговують — 81 автобусних маршрутів.
Вартість проїзду в електротранспорті з 11 серпня 2014 року складала 2,00 ₴, з 1 листопада 2017 року — 3,00 ₴, на муніципальних автобусних маршрутах — 4,00 ₴.
З 1 листопада 2018 року вартість проїзду в електротранспорті складає 4,00 ₴, муніципальних автобусах (маршрути № 17, 18, 29, 34А, 38, 39, 56, 59, 72, 86, 94, 98) — 5,00 ₴.
15 березня 2021 року комунальне підприємство «Запоріжелектротранс» перейшло на програмне забезпечення зі збору та обробки GPS-даних через  мобільний додаток EasyWay, для більш коректного та точного відслідковування місцеположення та часу прибуття трамваїв, тролейбусів та автобусів на зупинки громадського транспорту (з 2019 року по 14 березня 2021 року доступ до GPS-трекерів надавав сервіс DozorCity). З березня 2021 року муніципальний громадський транспорт Запоріжжя приєднано до ще одного сервісу — «CityBus», простоту і зручність якого високо оцінили мешканці інших міст України (наприклад, Київ, Дніпро, Львів, Маріуполь та інші). Раніше для кожного міста треба було встановлювати окремий додаток, нині всі міста, в яких працює сервіс, доступні в єдиному мобільному додатку CityBus.
У комунальному громадському транспорті впроваджена система безконтактної оплати проїзду. На ряді зупинок громадського транспорту встановлені інформаційні табло, на яких відображається час прибуття комунального транспорту. З 29 квітня 2021 року також є можливість відслідковувати рух не тільки у мобільному додатку «Easy Way», а й на Google Maps.
З 1 травня 2021 року вартість проїзду в електротранспорті складає 6,00 ₴, муніципальних автобусах (маршрути № 17, 18, 29, 34А, 38, 39, 56, 59, 72, 86, 94, 98) — 6,00 ₴, на більшості маршрутах в режимі «маршрутне таксі» — 8,00 ₴, на маршрутах № 10, 36, 58, 87, 92, 96 — 9,00 ₴; на маршруті № 55 — 10,00 ₴.
З березня 2022 року, на час військового стану в Україні, проїзд в міському електротранспорті безкоштовний.
З 13 червня 2022 року вартість проїзду в муніципальних автобусах та на більшості маршрутів в режимі «маршрутне таксі» — 12,00 ₴, на маршрутах № 10, 36, 55, 58, 87, 92, 96 — 13,00 ₴.

### Тролейбус

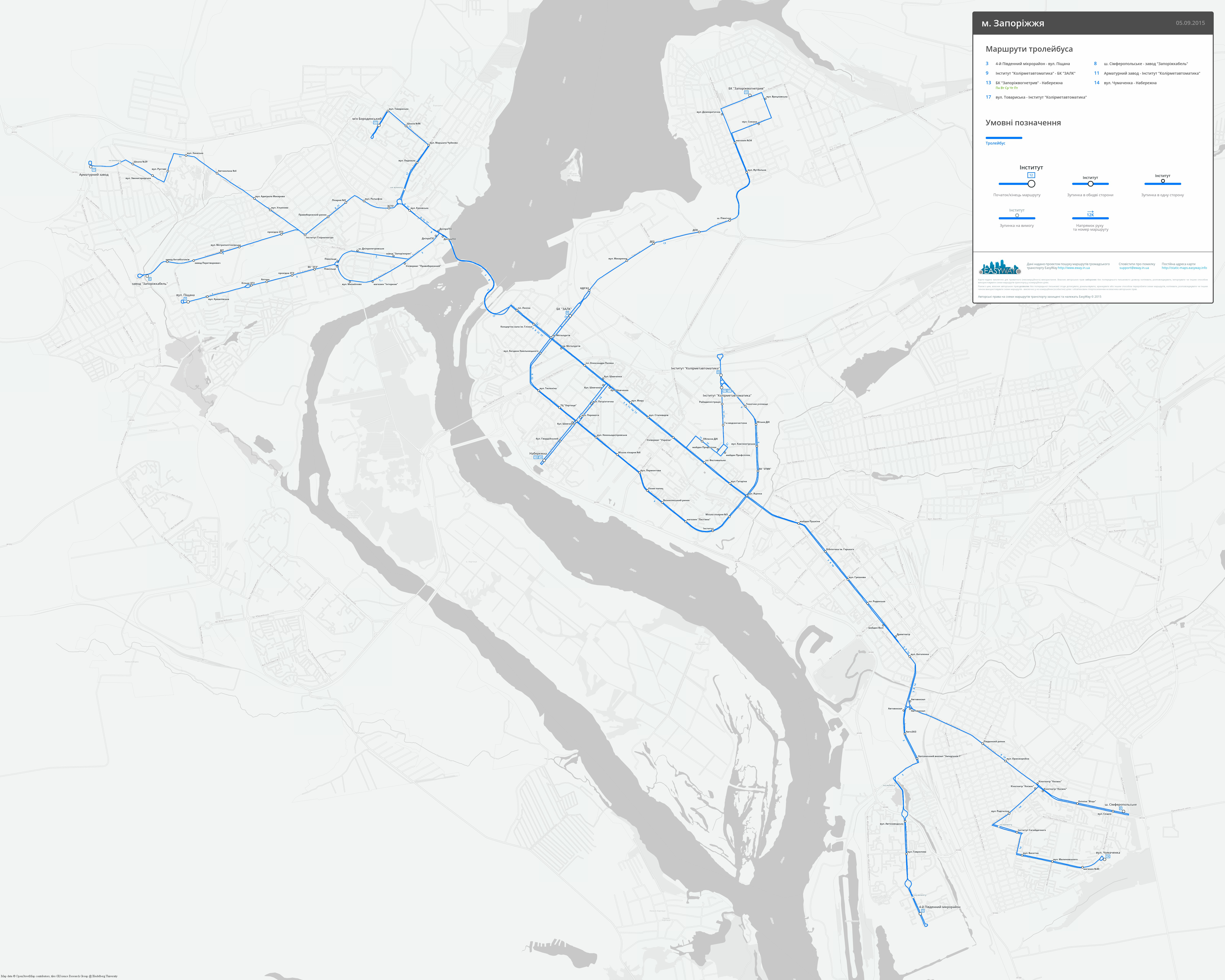
Мережа тролейбусних маршрутів

У місті діє тролейбусна мережа, яка була відкрита 22 грудня 1949 року. Загальна довжина маршрутів станом на 2015 рік — 233,5 км.
| Діючі тролейбусні маршрути | Діючі тролейбусні маршрути | Діючі тролейбусні маршрути        | Діючі тролейбусні маршрути                                        |
| №                          | Початковий пункт           | Кінцевий пункт                    | Примітки                                                          |
| -------------------------- | -------------------------- | --------------------------------- | ----------------------------------------------------------------- |
| 1                          | Площа Профспілок           | Турбаза «Хортиця»                 | Маршрут обслуговують тролейбуси Дніпро Т203 (тимчасово не працює) |
| 2                          | Бородінський мікрорайон    | Магазин меблів (Хортицький район) | Маршрут обслуговують тролейбуси Дніпро Т203 (тимчасово не працює) |
| 3                          | 4-й Південний мікрорайон   | Вулиця Піщана                     |                                                                   |
| 8                          | Сімферопольське шосе       | Завод «Запоріжкабель»             |                                                                   |
| 9                          | БК «ЗАлК»                  | Вулиця Сєдова                     |                                                                   |
| 11                         | Арматурний завод           | Вулиця Сєдова                     |                                                                   |
| 14                         | Сімферопольське шосе       | Набережна                         | Через вулицю Чумаченка                                            |
| 17                         | Бородінський мікрорайон    | Вулиця Сєдова                     |                                                                   |

Рухомий склад: Дніпро Т103, Дніпро Т203, ЛАЗ Е183D1, ЮМЗ Т2, Škoda 14Tr, ЗіУ-682, Van Hool AG 300T.

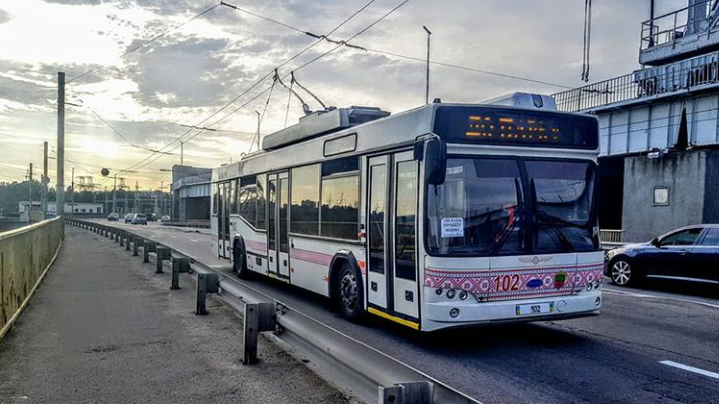
Дніпро Т103
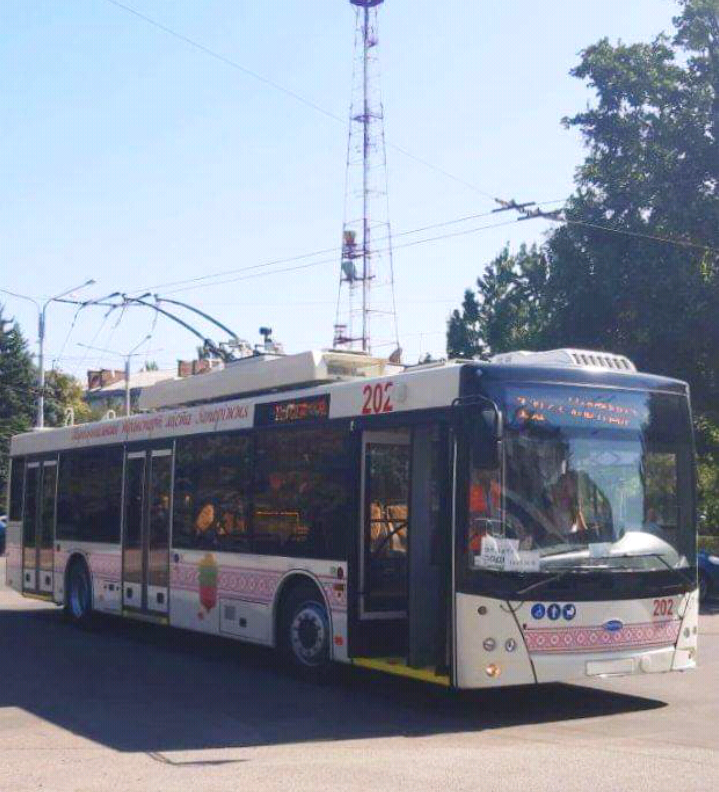
Дніпро Т203
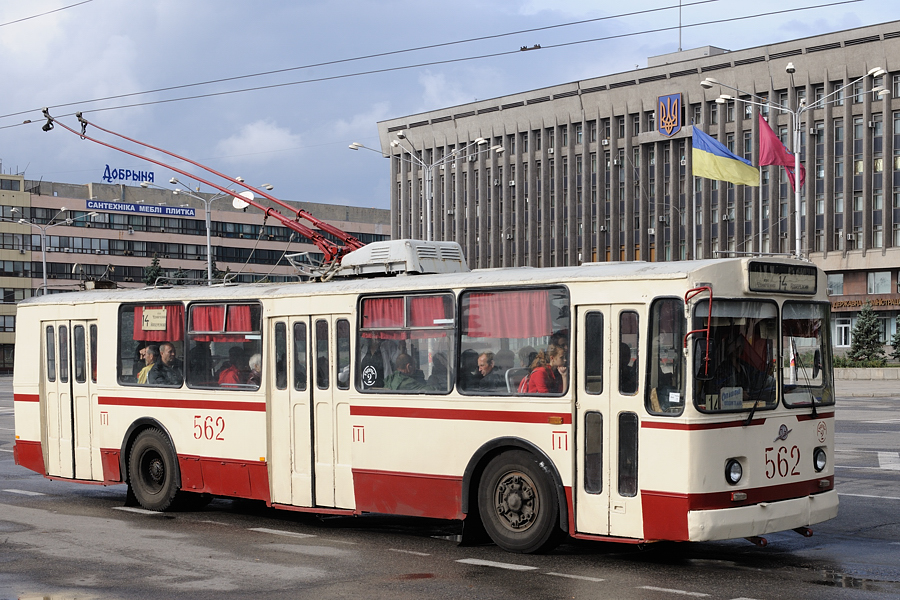
ЗіУ-682
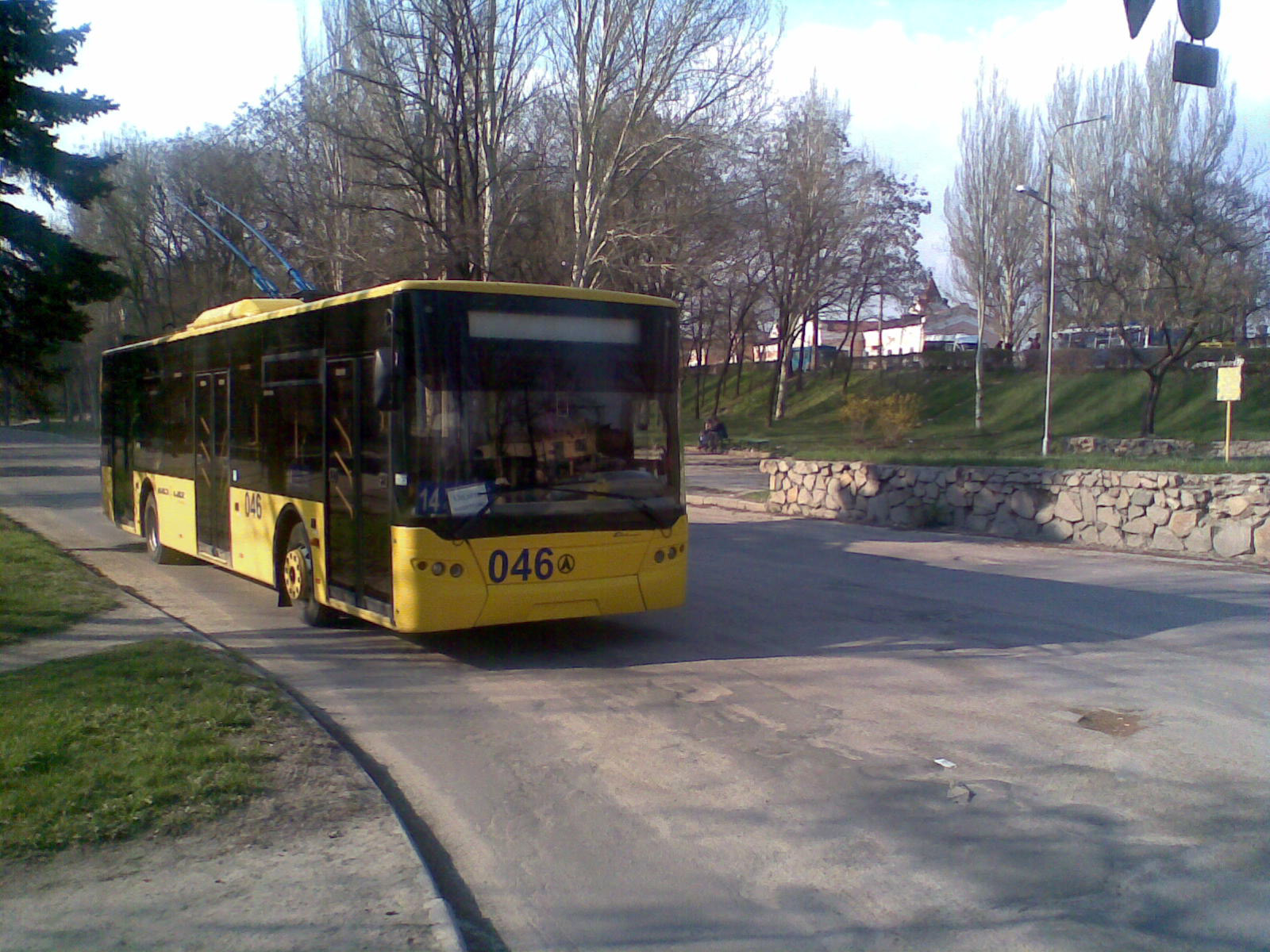
ЛАЗ Е183D1
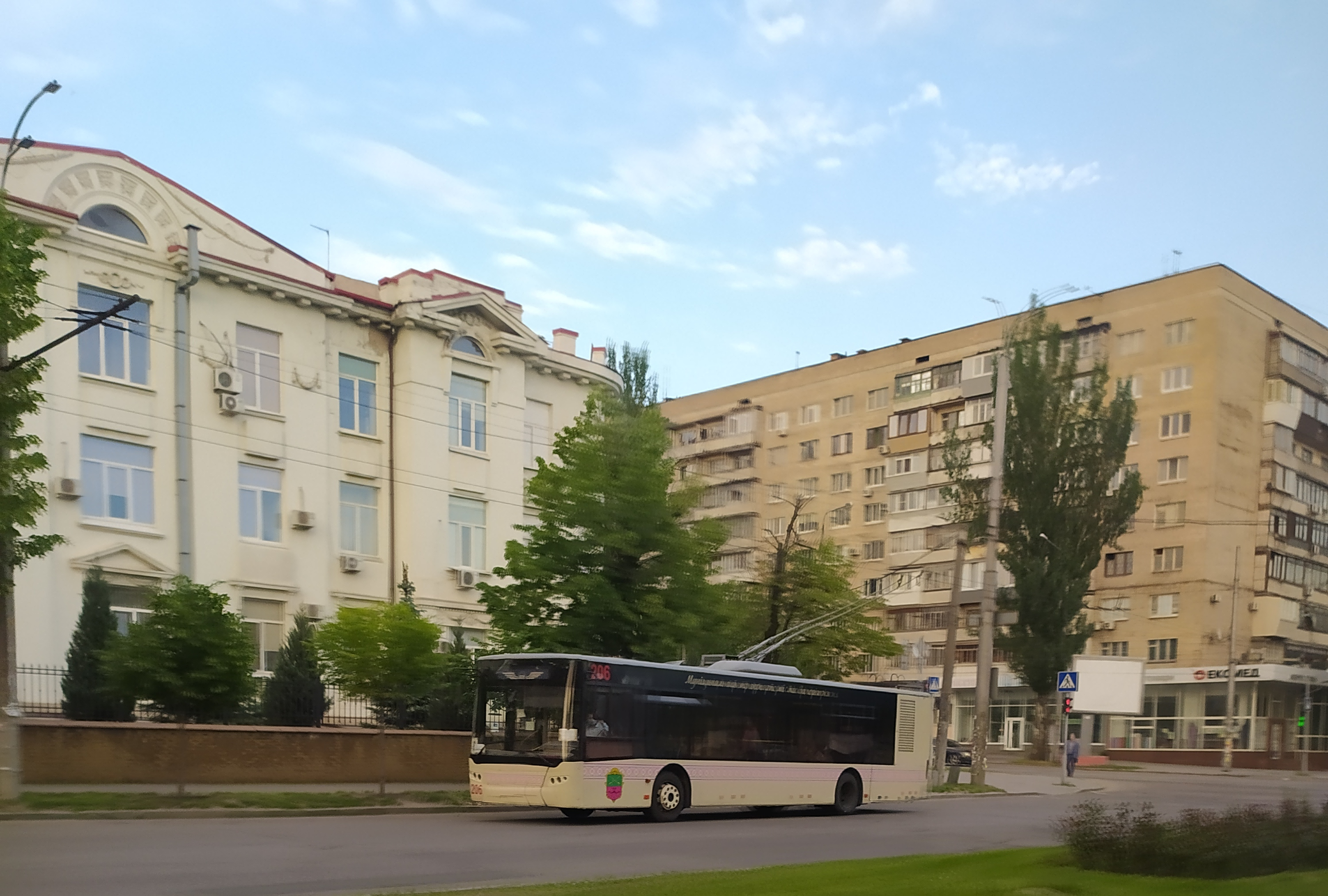
ЛАЗ Е183D1
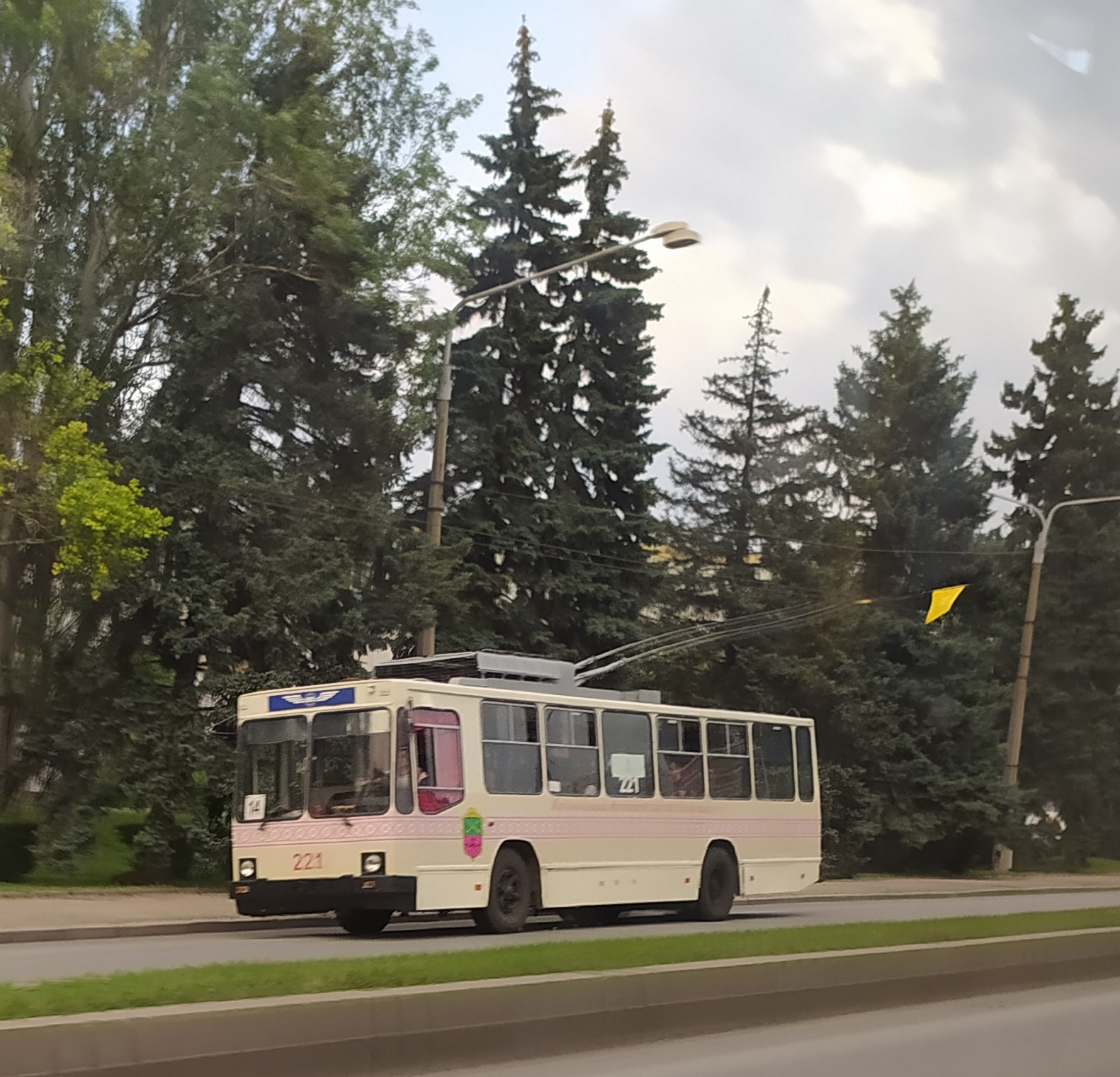
ЮМЗ Т2
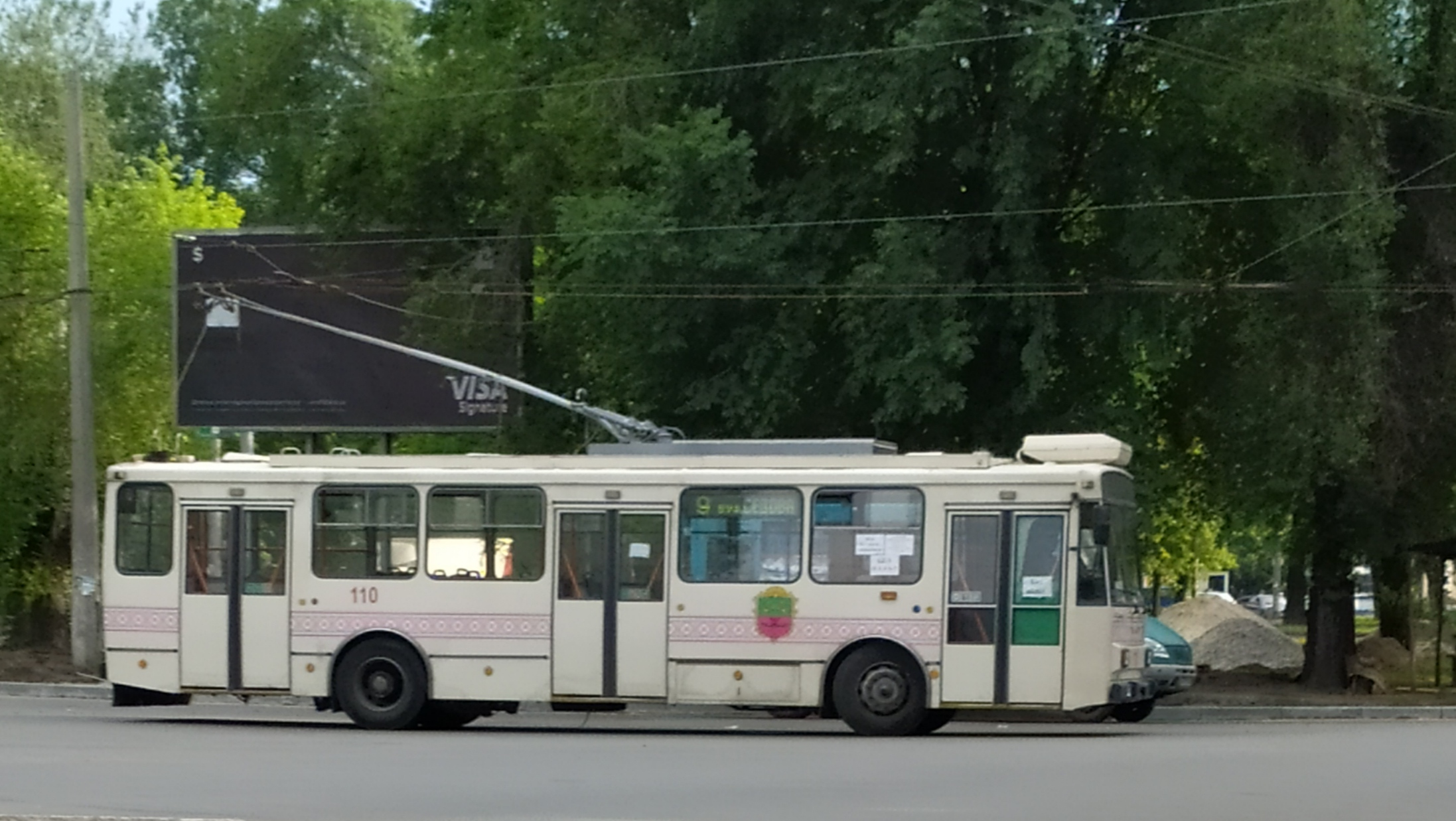
Škoda 14Tr
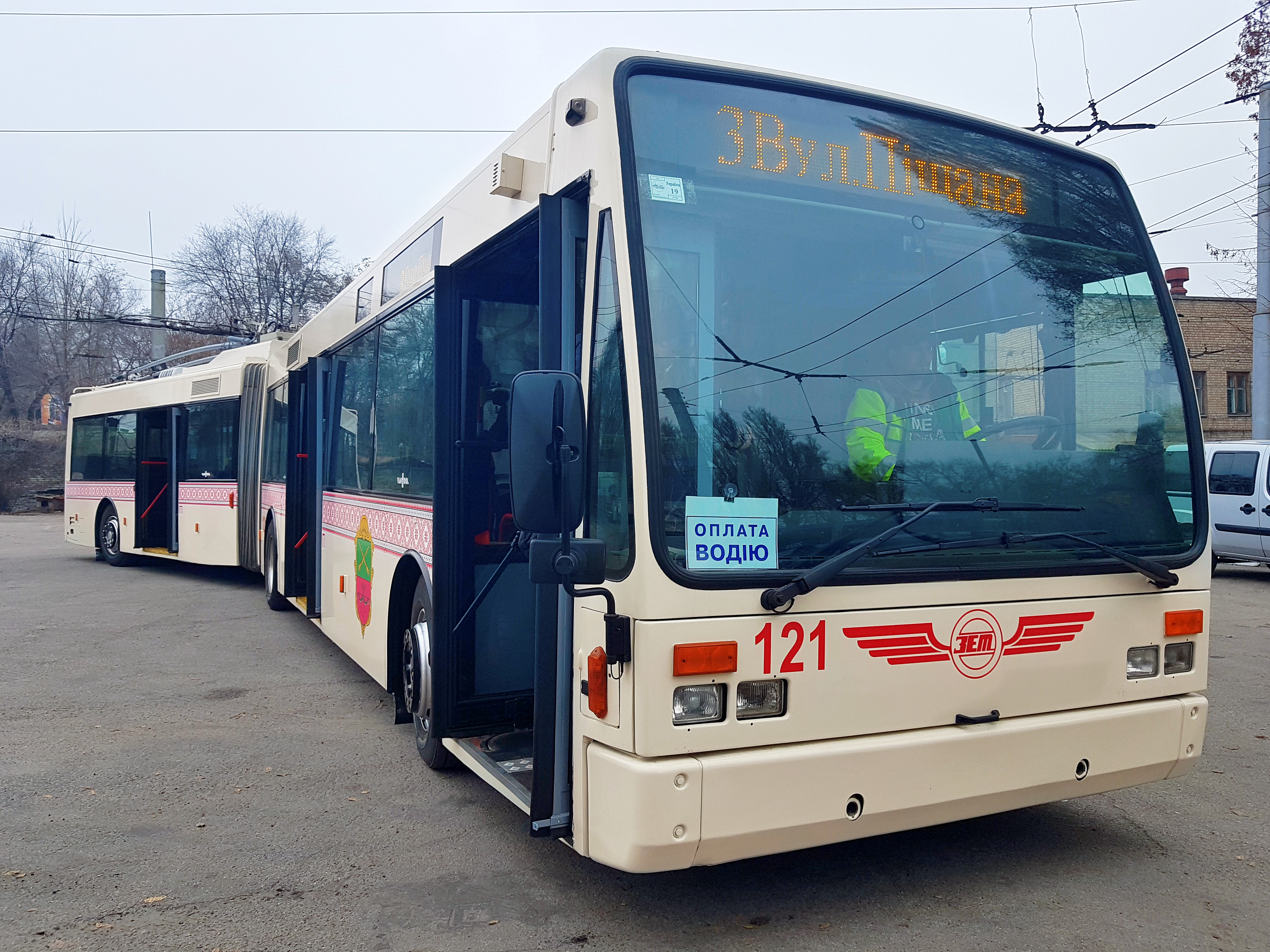
Van Hool AG 300T

Наприкінці грудня 2022 року розпочався демонтаж тролейбусної лінії ліквідованого маршруту № 13 «Павло-Кічкас — Набережна» на ділянці Павло-Кічкас — НДІОГАЗ.

### Трамвай

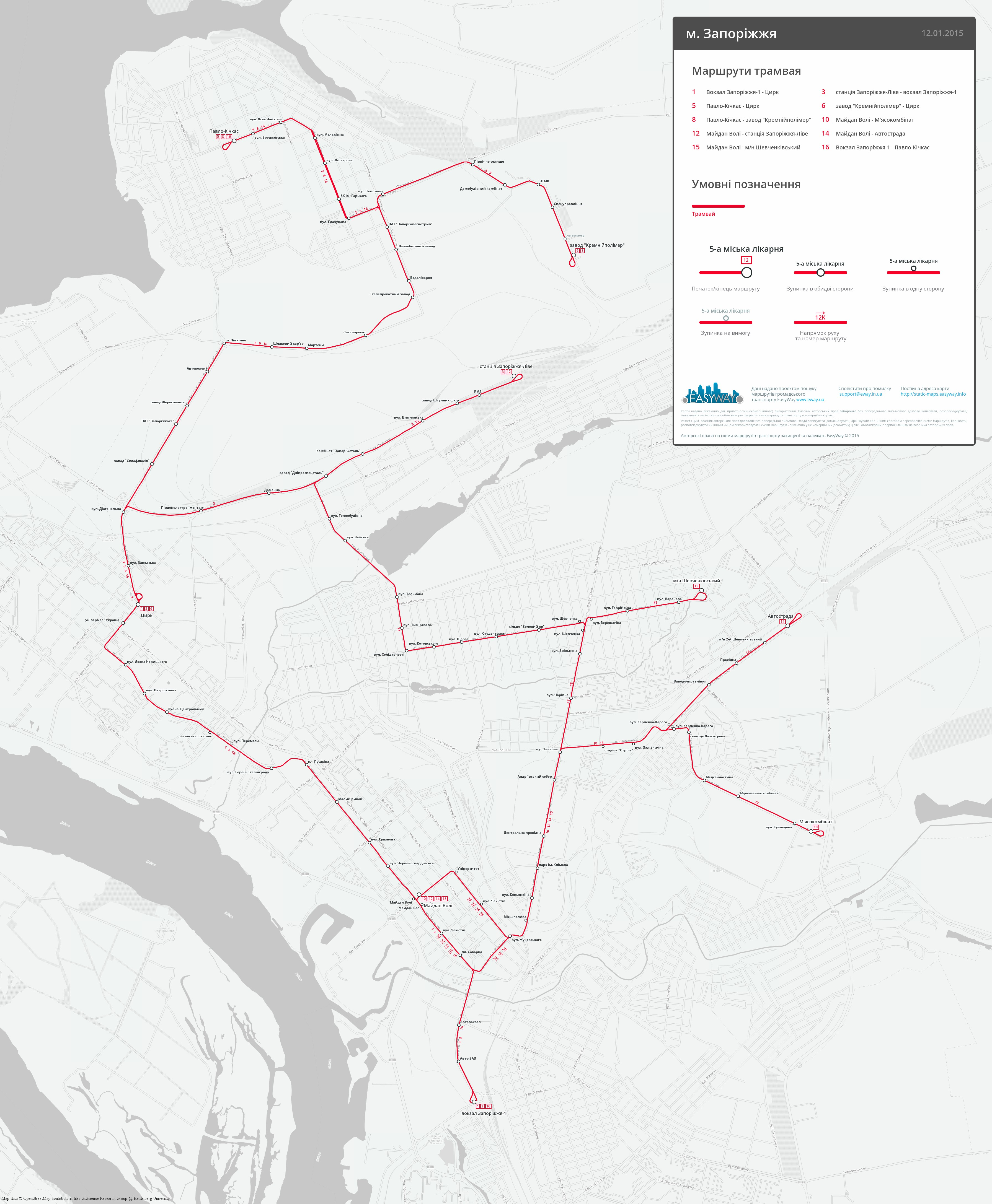
Мережа трамвайних маршрутів

Трамвайна мережа відкрита 17 липня 1932 року. Загальна довжина контактної мережі — 99,345 км.
| Діючі трамвайні маршрути | Діючі трамвайні маршрути | Діючі трамвайні маршрути  | Діючі трамвайні маршрути |
| №                        | Початковий пункт         | Кінцевий пункт            |                          |
| ------------------------ | ------------------------ | ------------------------- | ------------------------ |
| 3                        | Вокзал Запоріжжя I       | Запоріжжя-Ліве            |                          |
| 10                       | Майдан Волі              | М'ясокомбінат             |                          |
| 12                       | Майдан Волі              | Зелений Яр                |                          |
| 14                       | Автострада               | Цирк                      |                          |
| 15                       | Майдан Волі              | Шевченківський мікрорайон |                          |
| 16                       | Вокзал Запоріжжя I       | Павло-Кічкас              |                          |

Рухомий склад: T3UA-3-ЗП, Tatra T3SU, Tatra T6B5, К1.

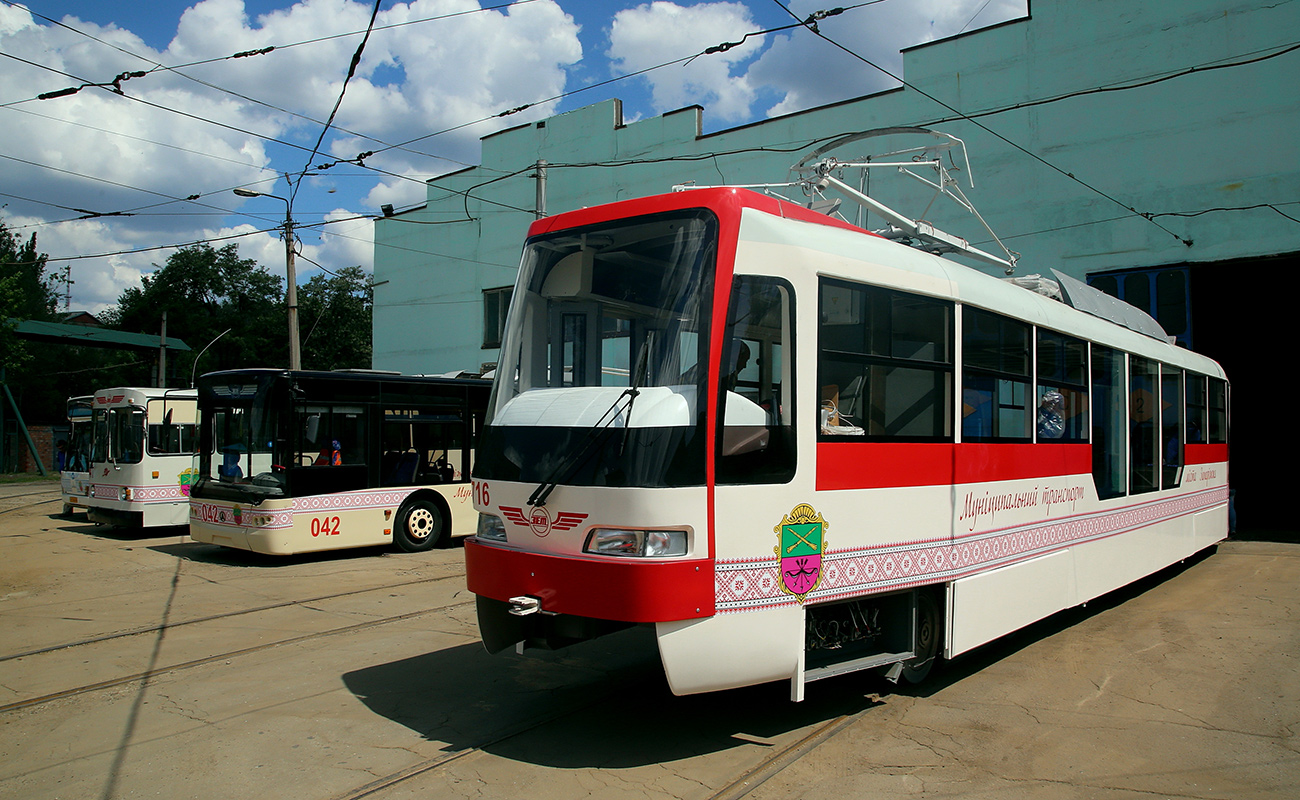
T3UA-3-ЗП
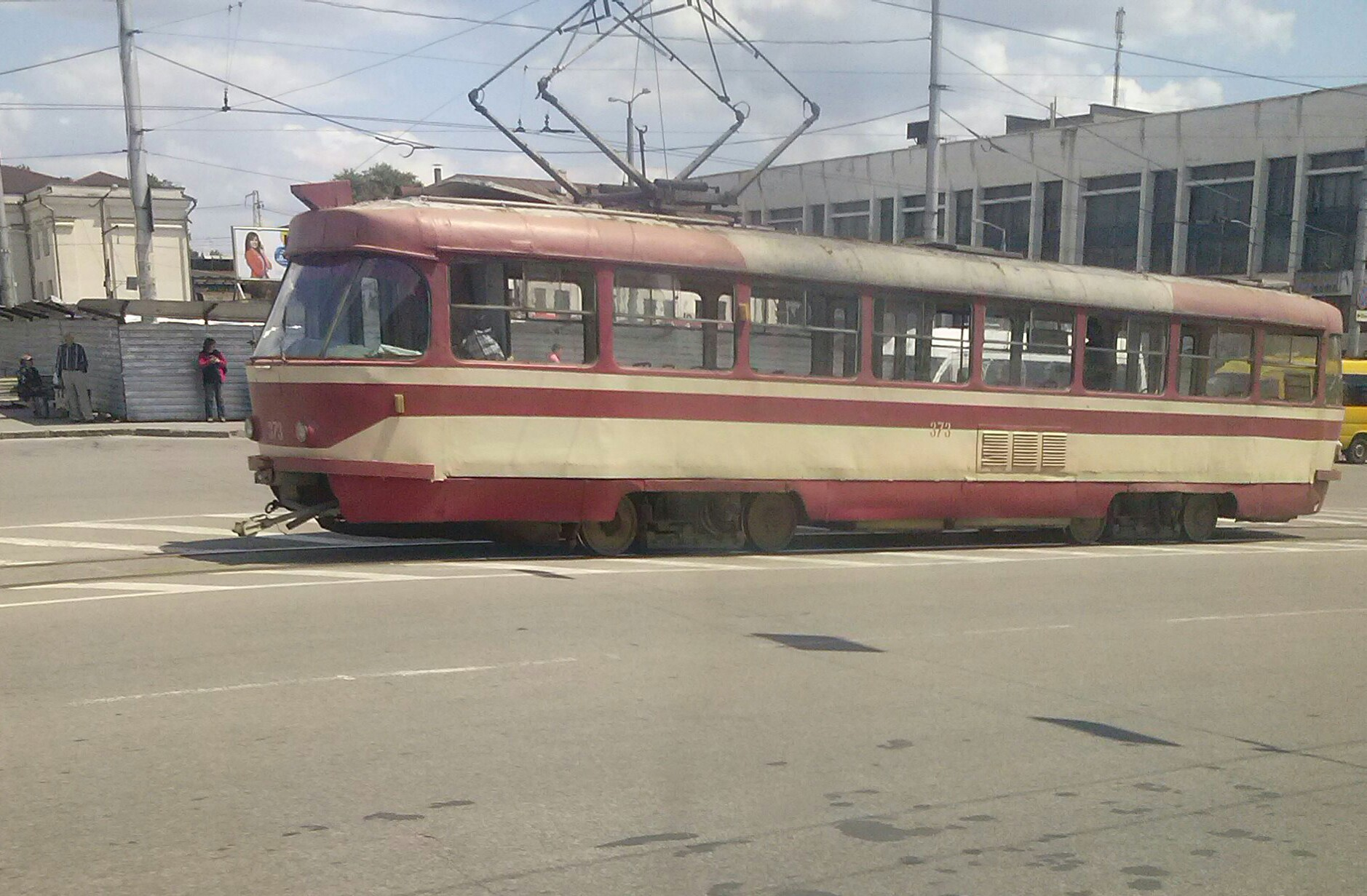
Tatra T3SU
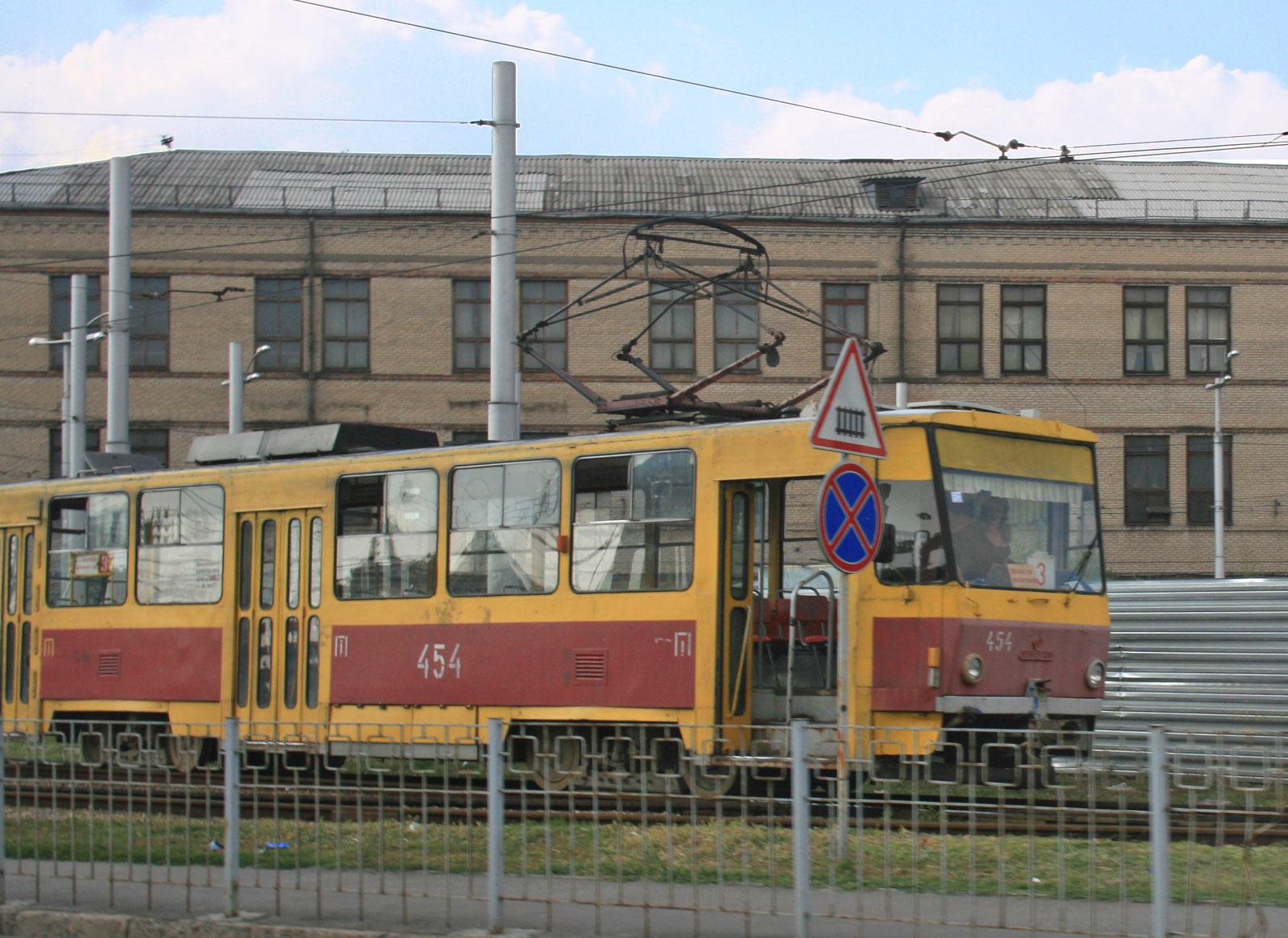
Tatra T6B5
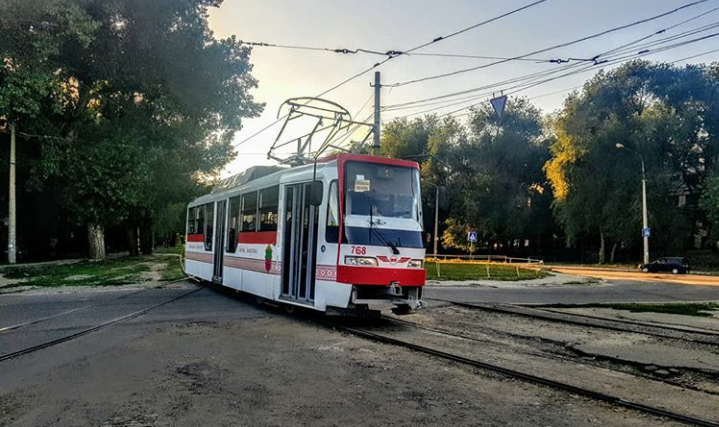
T3UA-3-ЗП
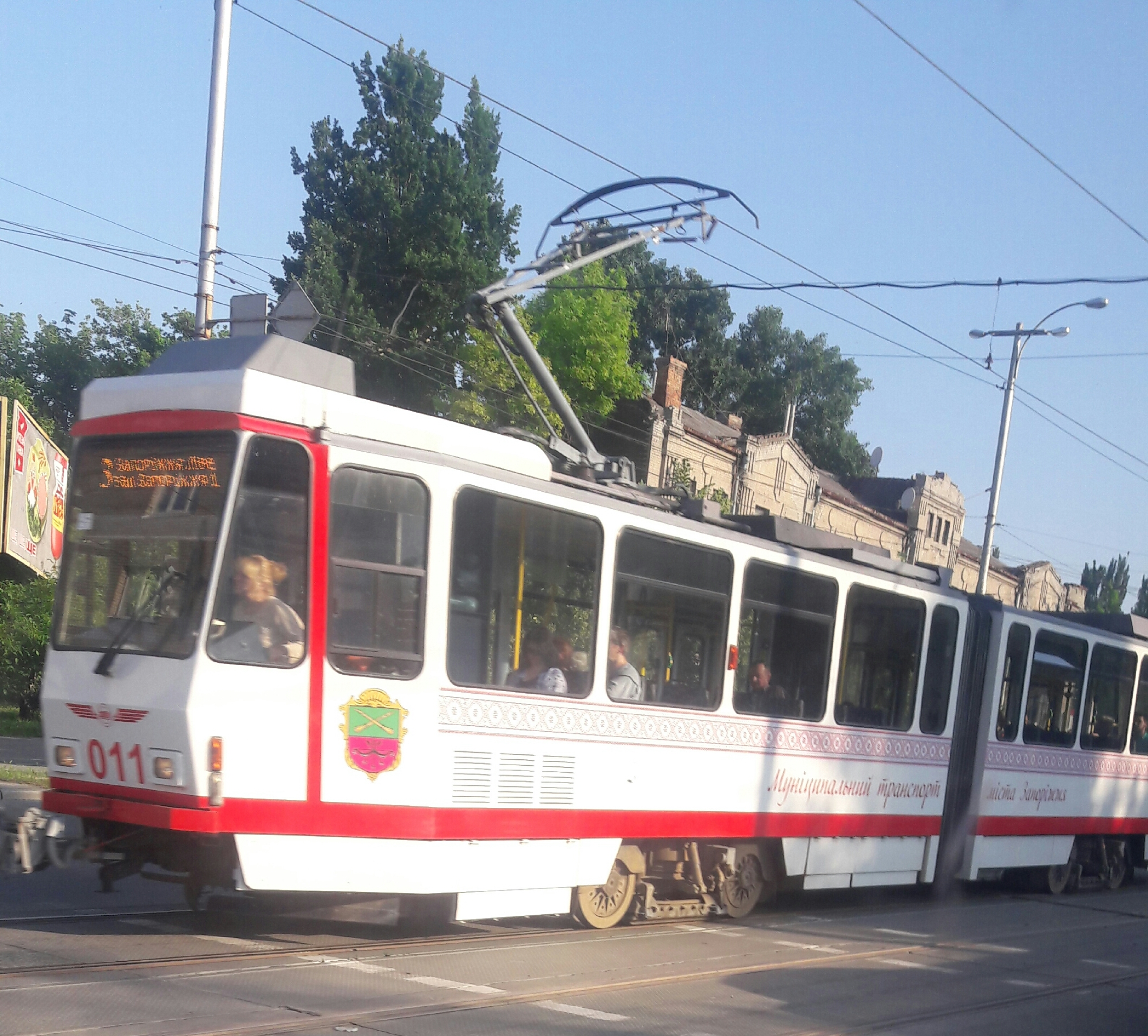
Tatra KT4DM
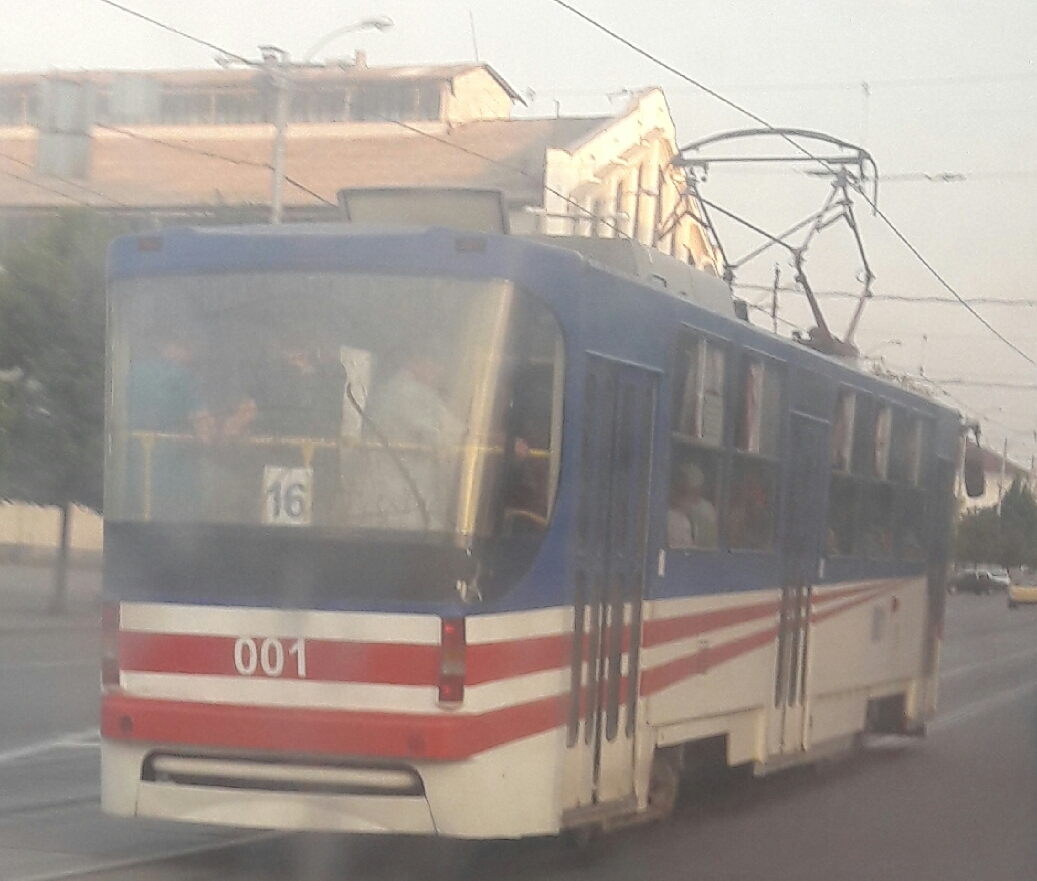
К1

### Автобус
Автобусні маршрути обслуговують переважно приватні автотранспортні підприємства. Маршрути охоплюють усі райони міста, дублюючи в центрі міста маршрути міського електротранспорту.
Протяжність автобусних маршрутів коливається в середньому від 10 до 30 км, а декількох — до 55 км. Середньодобова кількість рухомого складу на міських автобусних маршрутах складається ~ 920 автобусу різних класів.

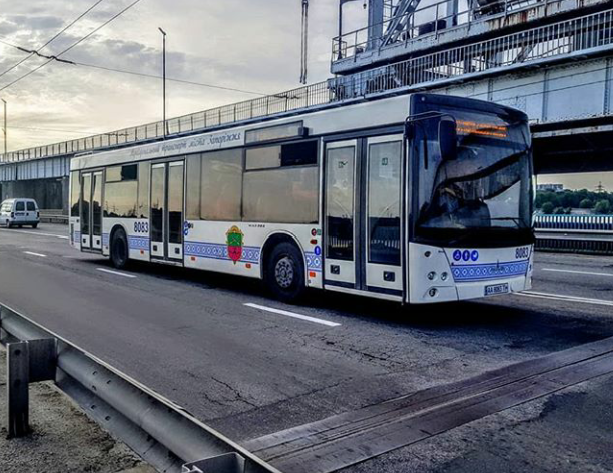
МАЗ 203 на Дніпровській ГЕС
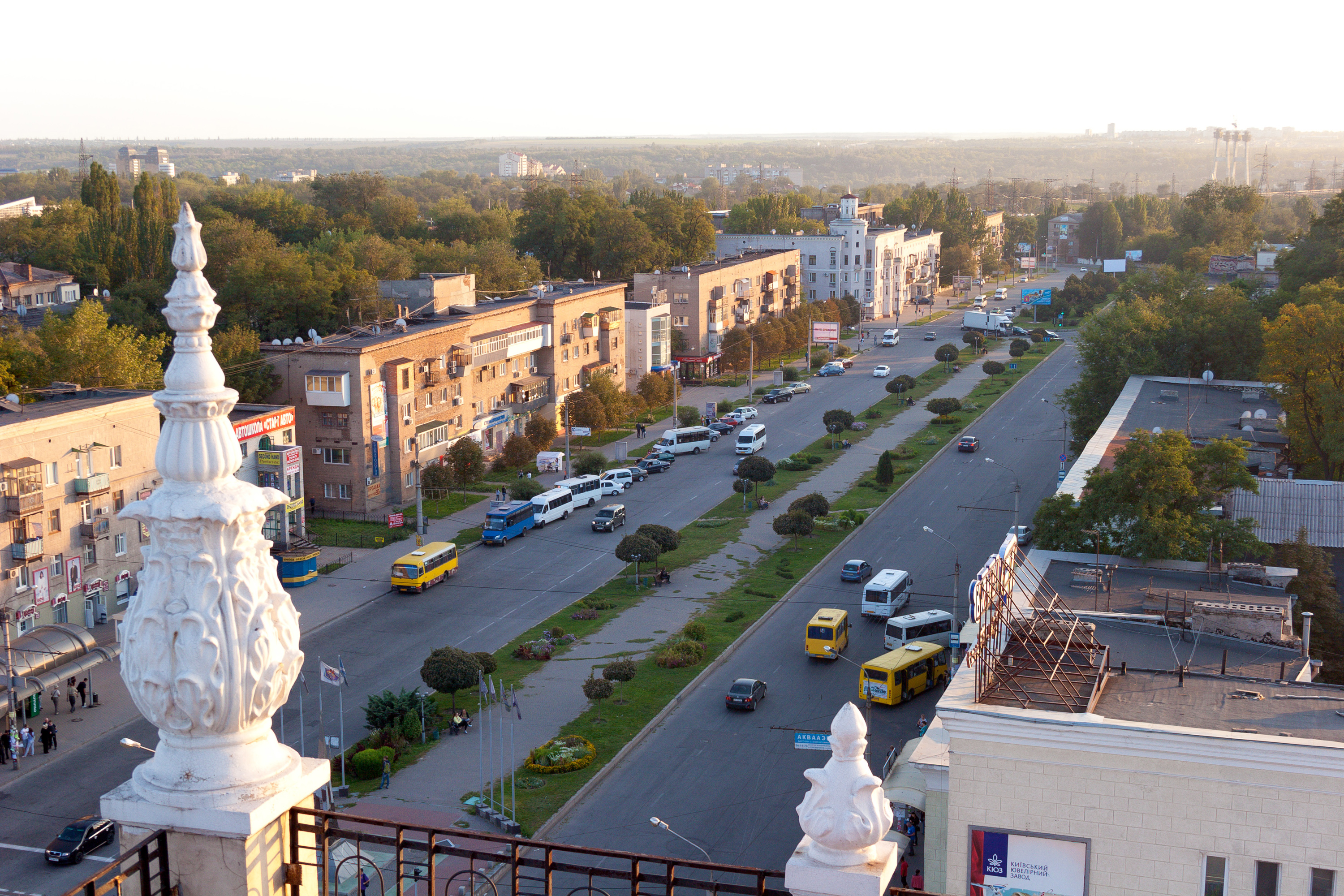
Міські автобуси на проспекті Металургів
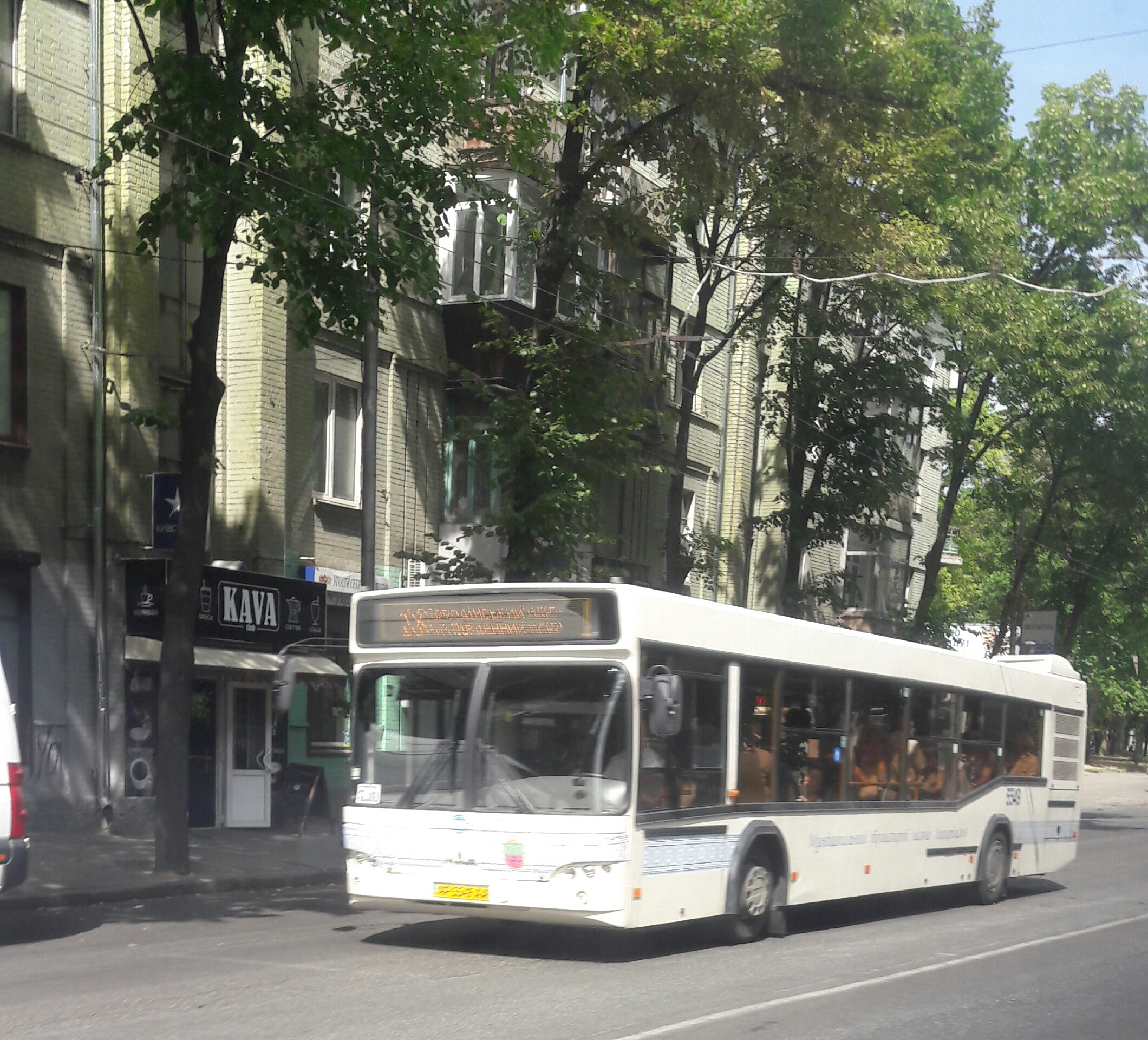
МАЗ 103.485 на маршруті № 18
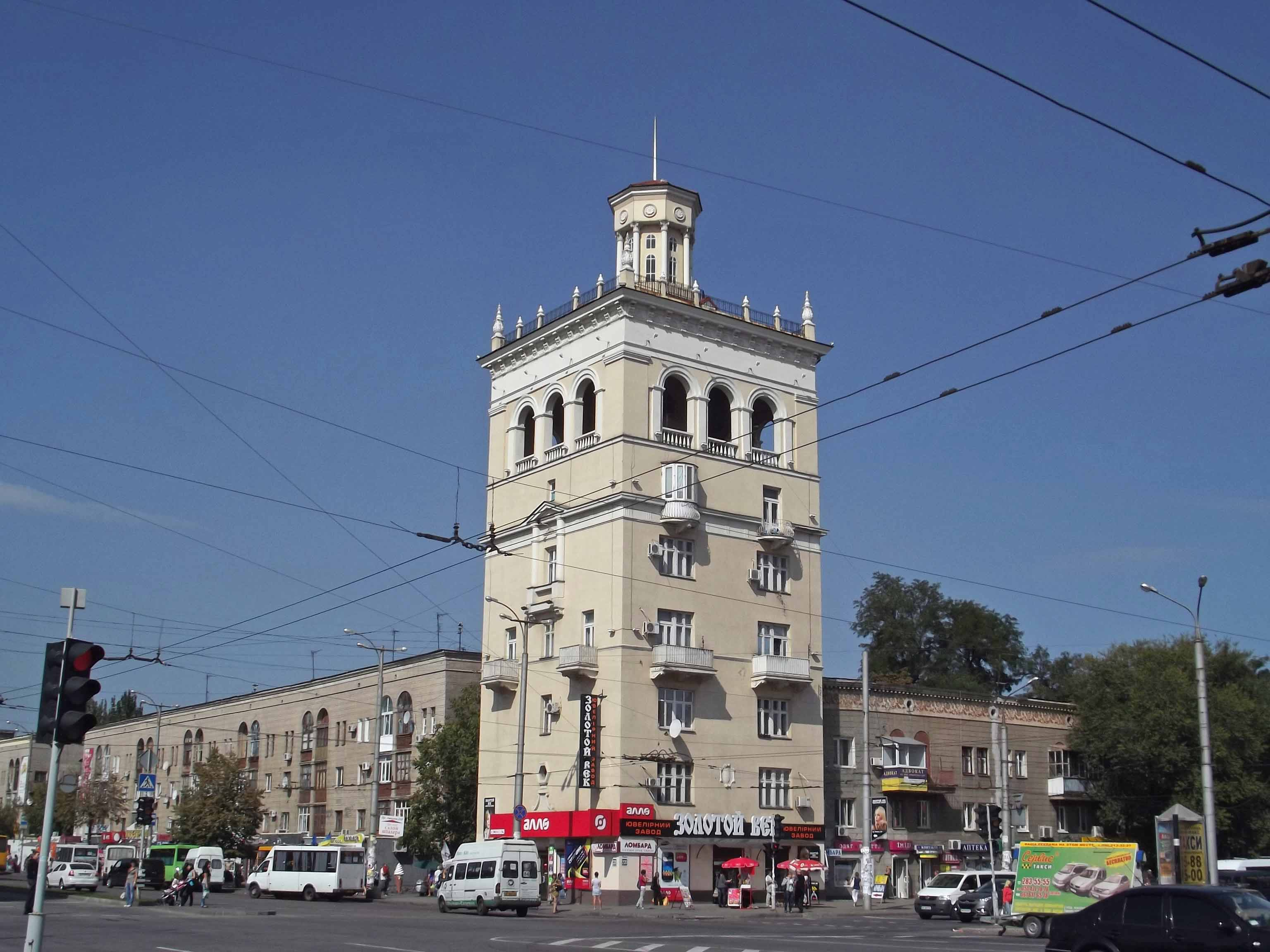
Автобуси на проспекті Соборному
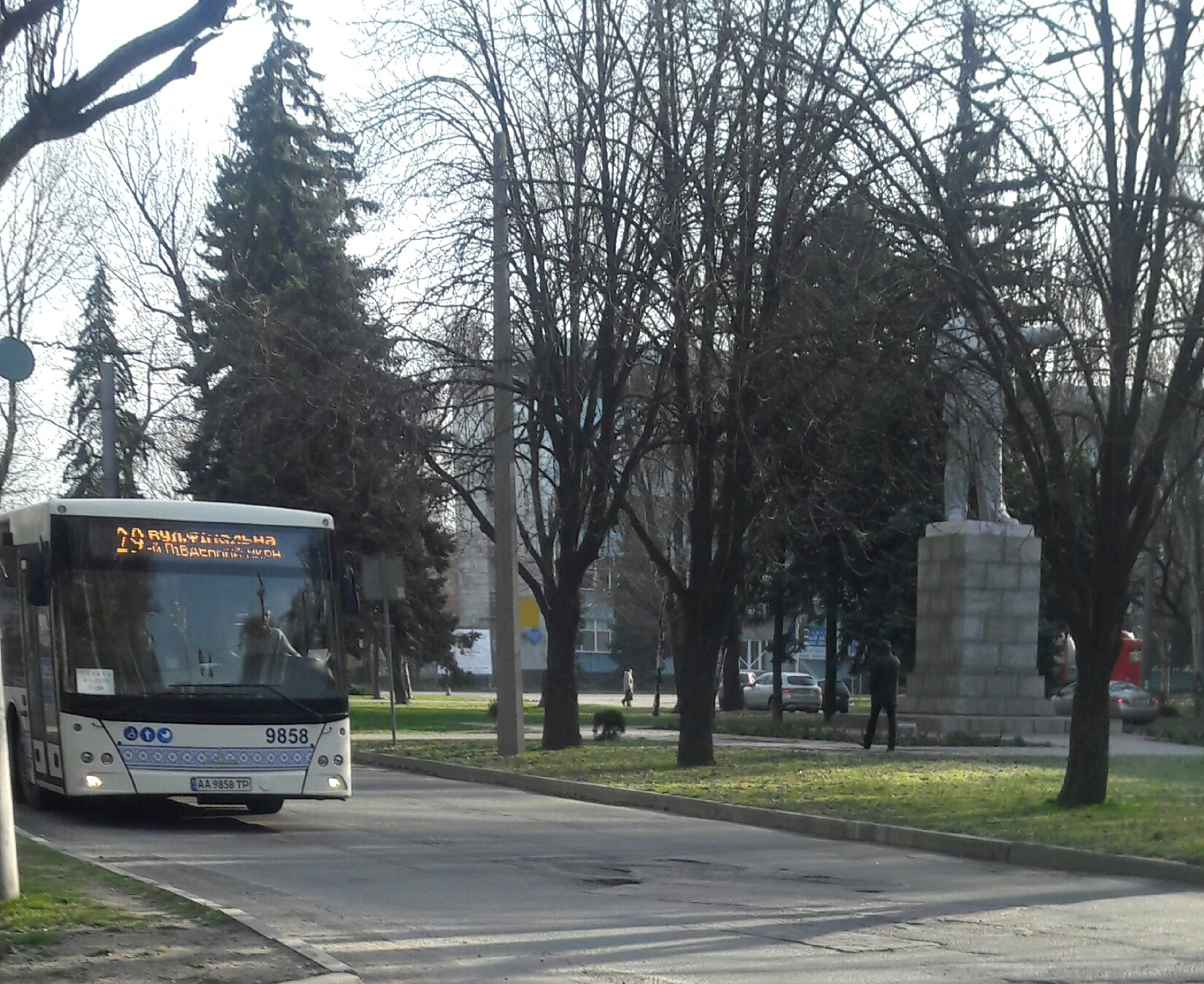
МАЗ 203 на маршруті № 29

З 13 червня 2022 року вартість проїзду у муніципальних автобусах, на переважній більшості автобусних маршрутах в режимі маршрутного таксі — 12,00 ₴, у напрямку Хортицького району на маршрутах № 10, 36, 55, 58, 87, 92, 96 — 13,00 ₴.

## Автомобільний транспорт

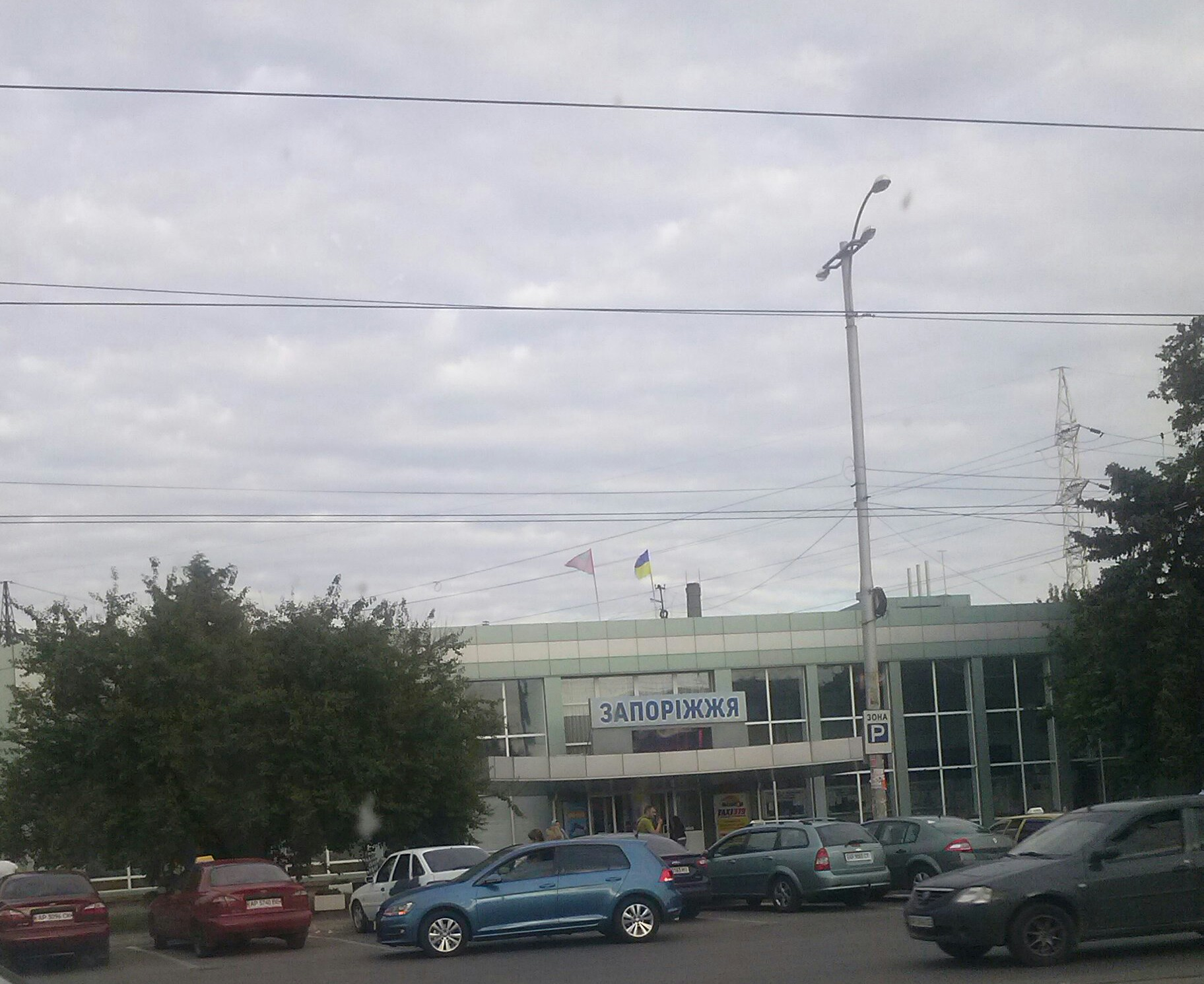
Міжміський автовокзал (АС-1)

Зовнішні автобусні перевезення пасажирів здійснюються через три автобусних станції (одним міжміським автовокзалом (АС-1) та двома приміськими автостанціями АС-2 і АС-3).
Мережа зовнішніх автошляхів складається з доріг державного значення, що забезпечують зв'язки з Києвом, Дніпром, Харковом, Одесою, Миколаївом, Херсоном, Полтавою та іншими містами центральної та південної областями України, з Чорноморським і Азовським узбережжями. Західною околицею міста проходить автошлях Н08, східною околицею міста пролягають автошляхи міжнародного значення М18E105 та національного значення Н15, у південно-західному напрямку — Н23.
Для Запоріжжя характерна недостатність паркувальних майданчиків, яка вирішується дуже повільно. Тим не менше, традиційно значна частка населення міста все одно обирає автомобільний транспорт, особливо в районах приватної забудови, куди електротранспорт ще не дійшов, а користуючись громадським транспортом, доводиться автобусом їхати до електротранспорту, де здійснювати пересадку.
Головна автомагістраль міста Запоріжжя  — Соборний проспект, який перетинає майже всю лівобережну частину міста від залізничного вокзалу Запоріжжя I до Дніпровської ГЕС.

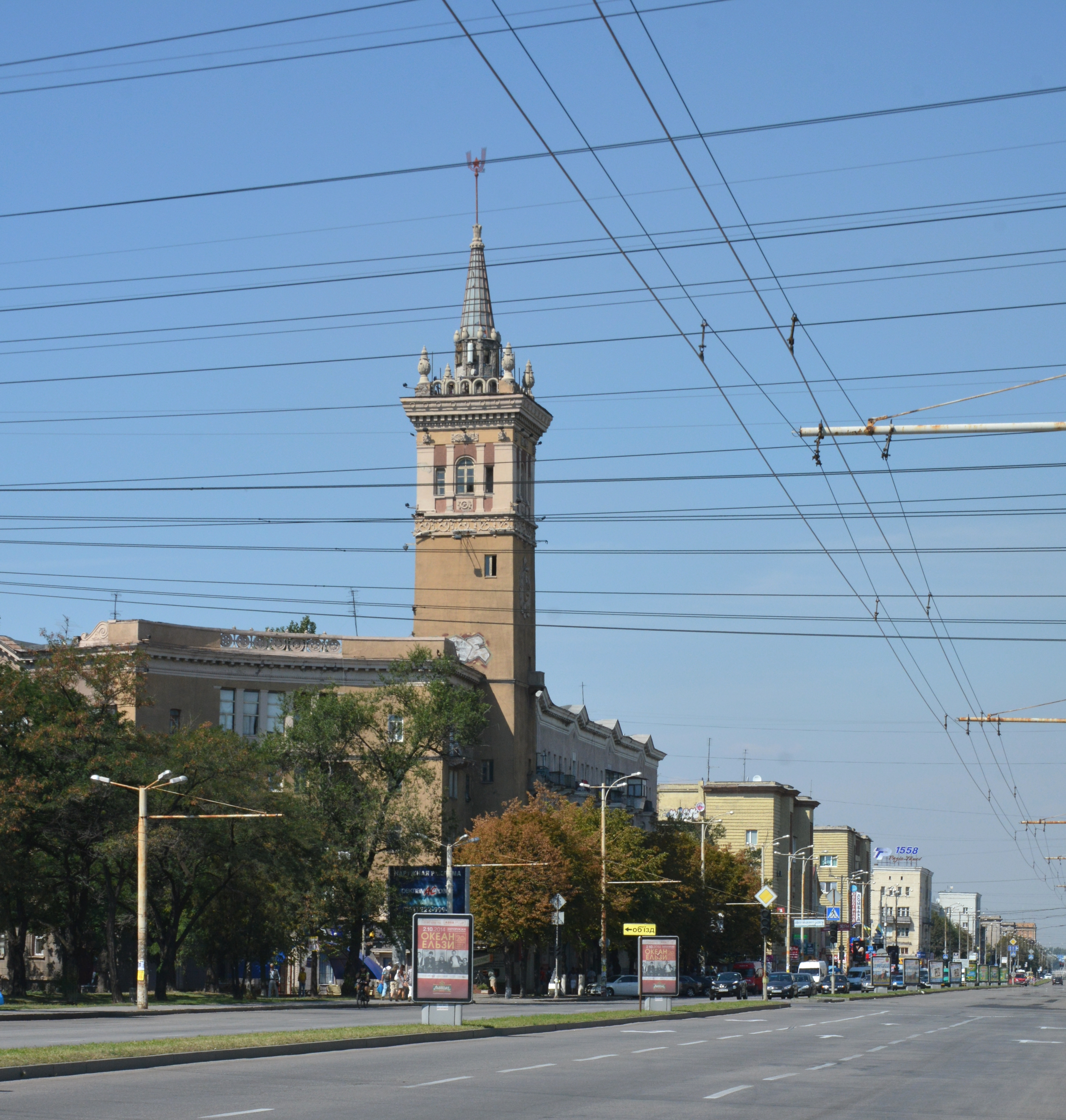
Центральна автомагістраль Запоріжжя — Соборний проспект

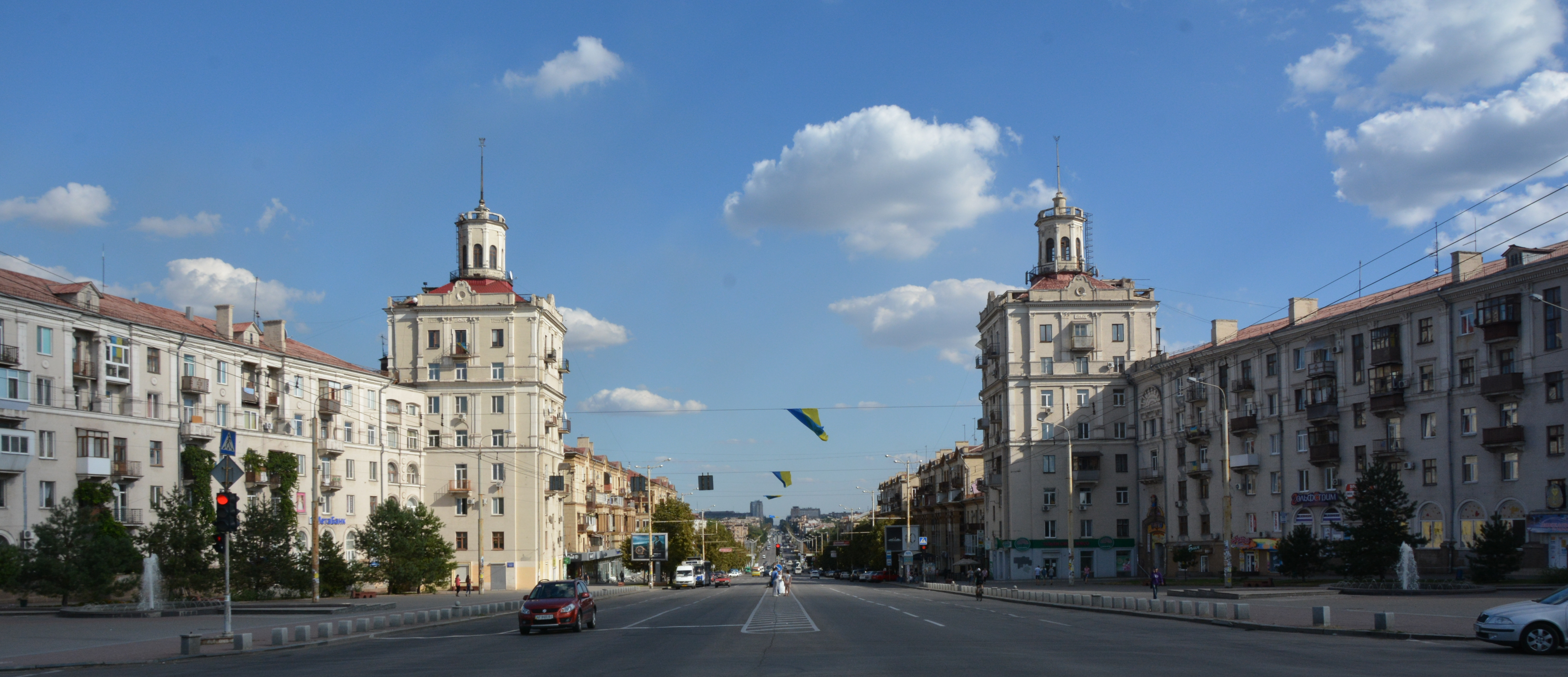
Соборний проспект, площа Олександра Поляка

Основними магістралями, які сполучають мешканців віддалених мікрорайонів і передмість з центром, є такі транспортні артерії:
- Соборний проспект
- Проспект Металургів
- Вулиця Незалежної України
- Вулиця Січі (через острів Хортиця, напрямок автошляхів Н23, Т 0806)
- Проспект Інженера Преображенського
- Вулиця Василя Сергієнка (напрямок автошляхів Н23 та Т 0806)
- Вулиця Українська (напрямок до Міжнародного аеропорту «Запоріжжя» та автошляхів М18E105 та Н15)
- Хортицьке шосе (напрямок автошляху Н23)
- Соняшне шосе (напрямок автошляху Н08)
- Дніпровське шосе
- Вулиця Істоміна, вулиця Зачиняєва (напрямок з Верхньої Хортиці до автошляху Н08
- Вулиця Іванова (напрямок до Міжнародного аеропорту «Запоріжжя» та автошляхів М18E105 та Н15)
- Вулиця Перемоги
- Вулиця Троїцька
- Проспект Моторобудівників
- Вулиця Шкільна
- Вулиця Яценка
- Бульвар Шевченка
- Космічна вулиця (напрямок до автошляхів М18E105 та Н08
- Вулиця Автозаводська (Південний житломасив)
- Вулиця Олександра Говорухи
- Культурна вулиця (південний напрямок автошляху М18E105)
- Прибережна автомагістраль (об'їздний транзитний автошлях)
- Вулиця Ігоря Сікорського (напрямок до Міжнародного аеропорту «Запоріжжя» та автошляхів М18E105 та Н15)
- Вулиця Магістральна (напрямок до Міжнародного аеропорту «Запоріжжя» та автошляхів М18E105 та Н15)
- Діагональне шосе (промзона)
- Північне шосе (промзона)
- Південне шосе (промзона)
- Вулиця Скворцова (північний в'їзд в місто з автошляху М18E105 на Павло-Кічкас).

## Мости
Транспортне сполучення між лівобережжям та правобережжям Дніпра здійснюється через греблю Дніпровської ГЕС (у Дніпровському районі), арковий міст та мости Преображенського (у Вознесенівському районі), які перетинають острів Хортиця.
Запоріжжю гостро не вистачає мостів через річку Дніпро. Значною транспортною проблемою Запоріжжя є низька пропускна здатність мостів та греблі. Інтенсивність транспортних потоків через мости Преображенського перевищує їхню пропускну здатність у 3,7 рази, через греблю Дніпровської ГЕС — більш ніж у 1,5 рази.
У 2004 році розпочато будівництво нових мостів (паралельно мостам Преображенського), яке і досі триває. Новий мостовий перехід вже чимало років внесений до Генерального плану розвитку міста. Щоправда, із фінансуванням будівництва тривалий час не квапилися.
24 грудня 2020 року було відкрито автомобільний рух однією смугою на Балковому мосту (споруда № 5), що веде з Хортицького району до острова Хортиця через річку Старий Дніпро. Через відкриттям проїзду верховою частиною Балкового мосту, для автотранспорту в Запоріжжі розроблена нова схема руху автотранспорту. На новому Балковому мосту та мостах Преображенського рух став одностороннім.
22 січня 2022 року, з нагоди Дня Соборності України, перша частина вантового мосту була відкрита за участю Президента України Володимира Зеленського. Рух автотранспорту розпочався о 16:00 за київським часом.

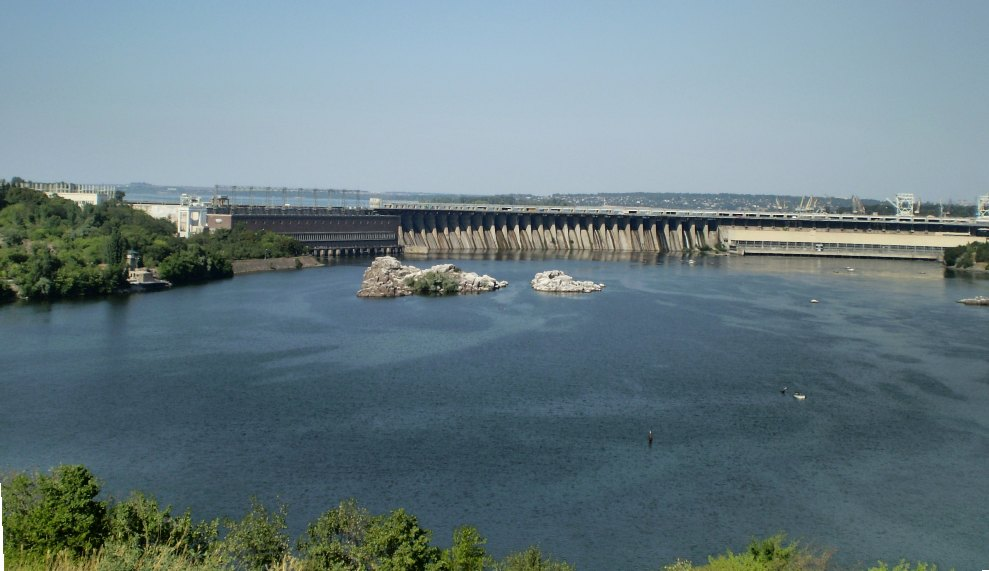
Гребля Дніпровської ГЕС
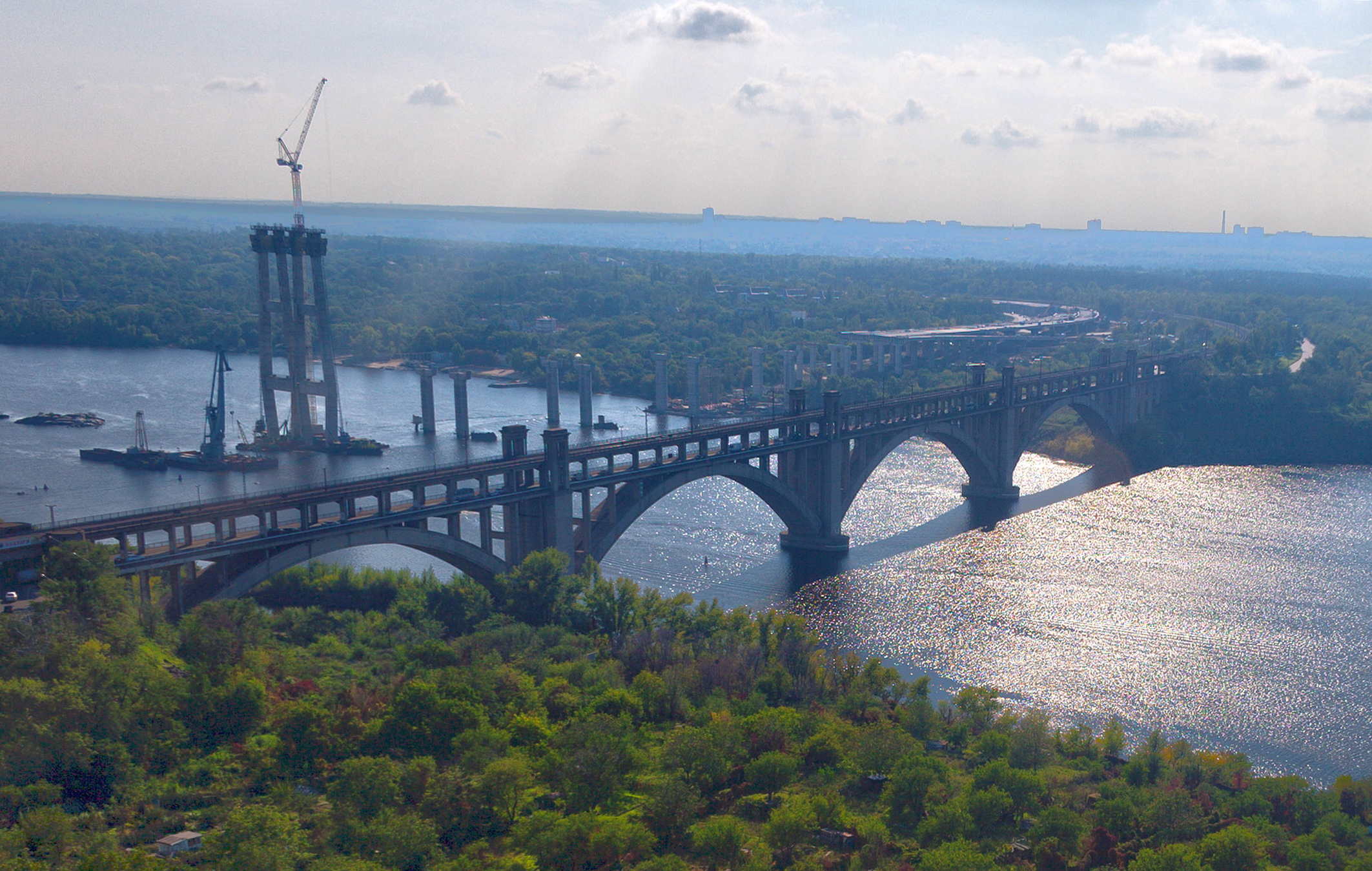
Міст Преображенського з висоти пташиного польоту через Новий Дніпро
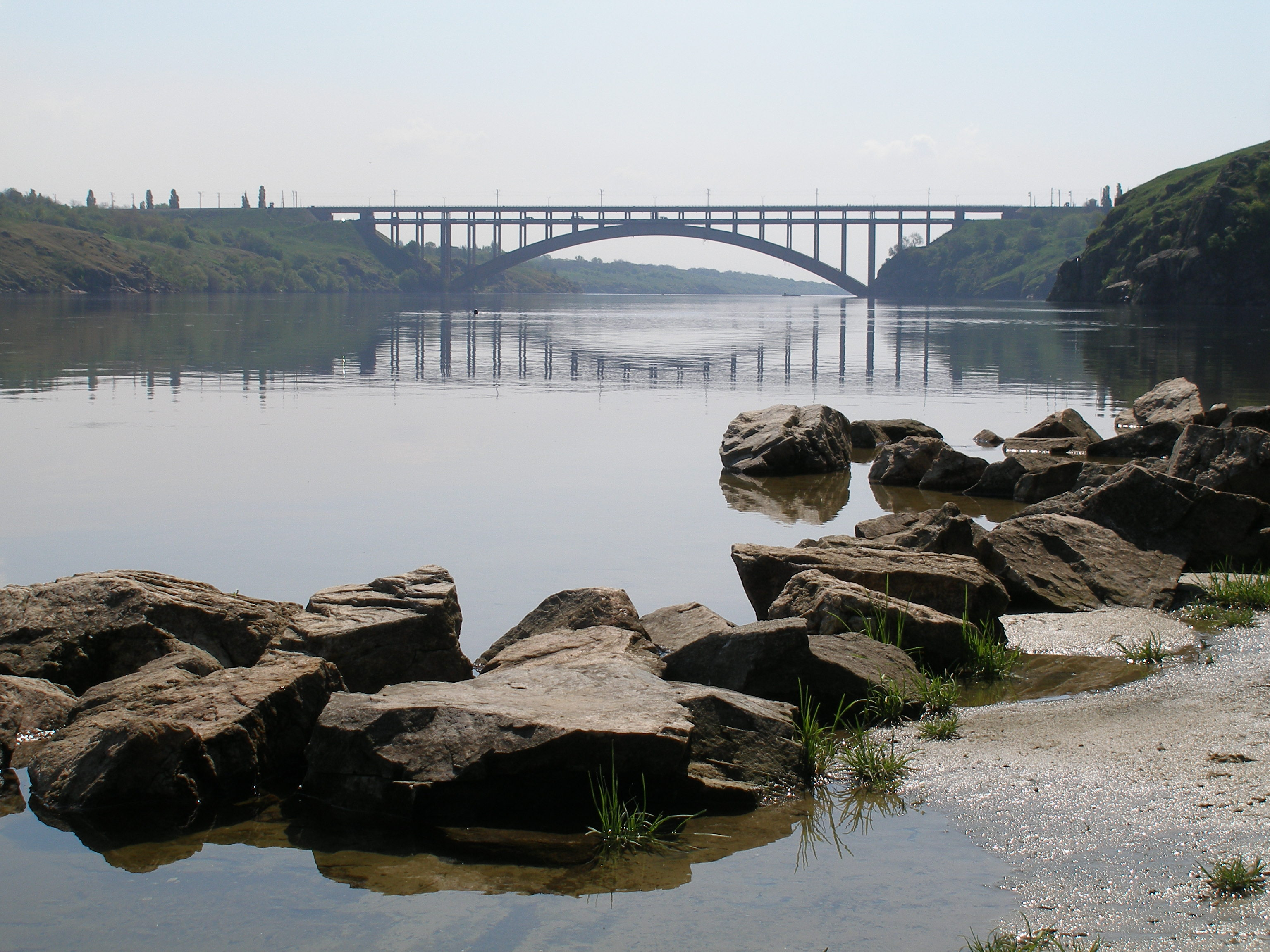
Міст Преображенського через Старий Дніпро
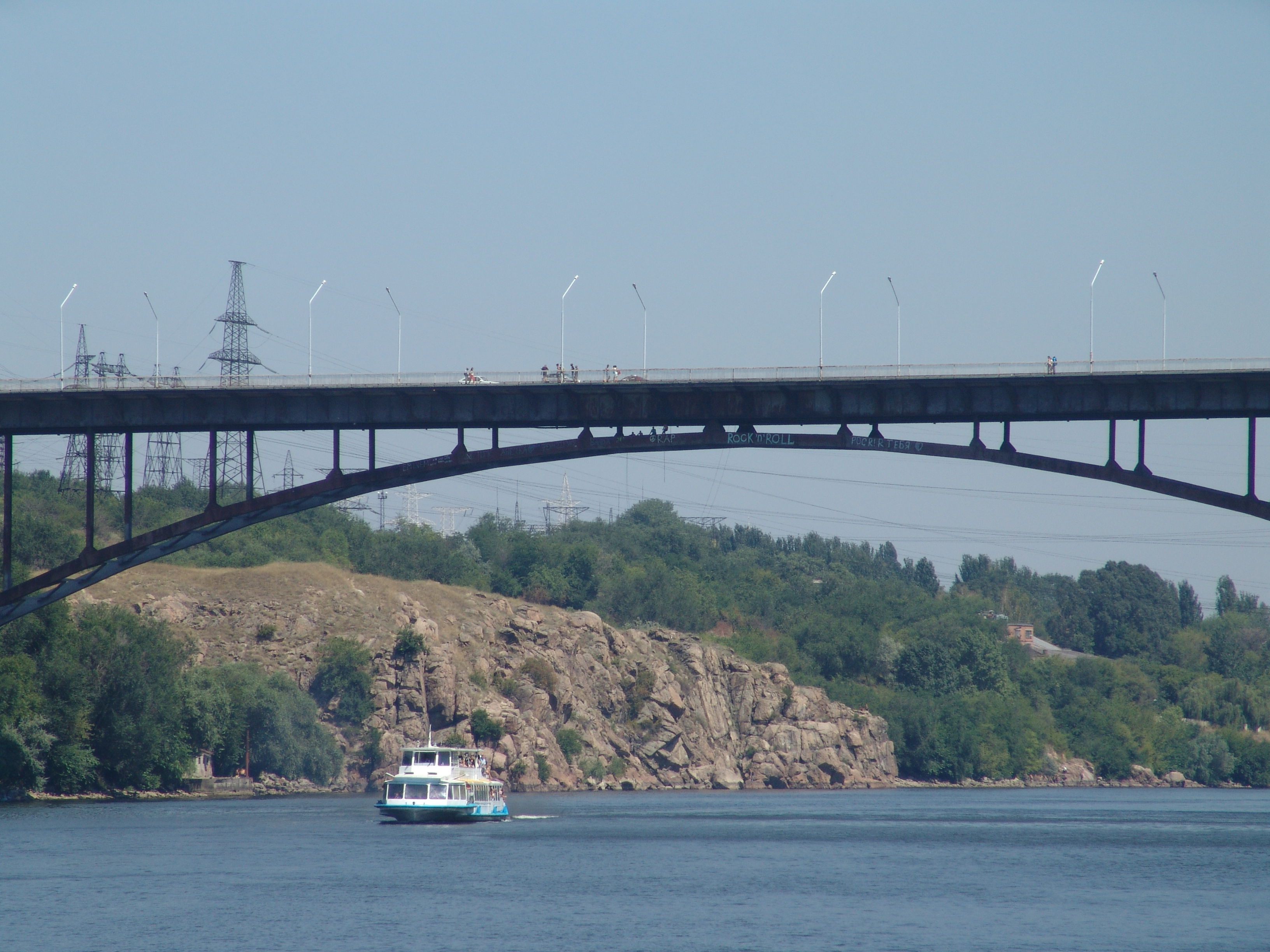
Арковий міст
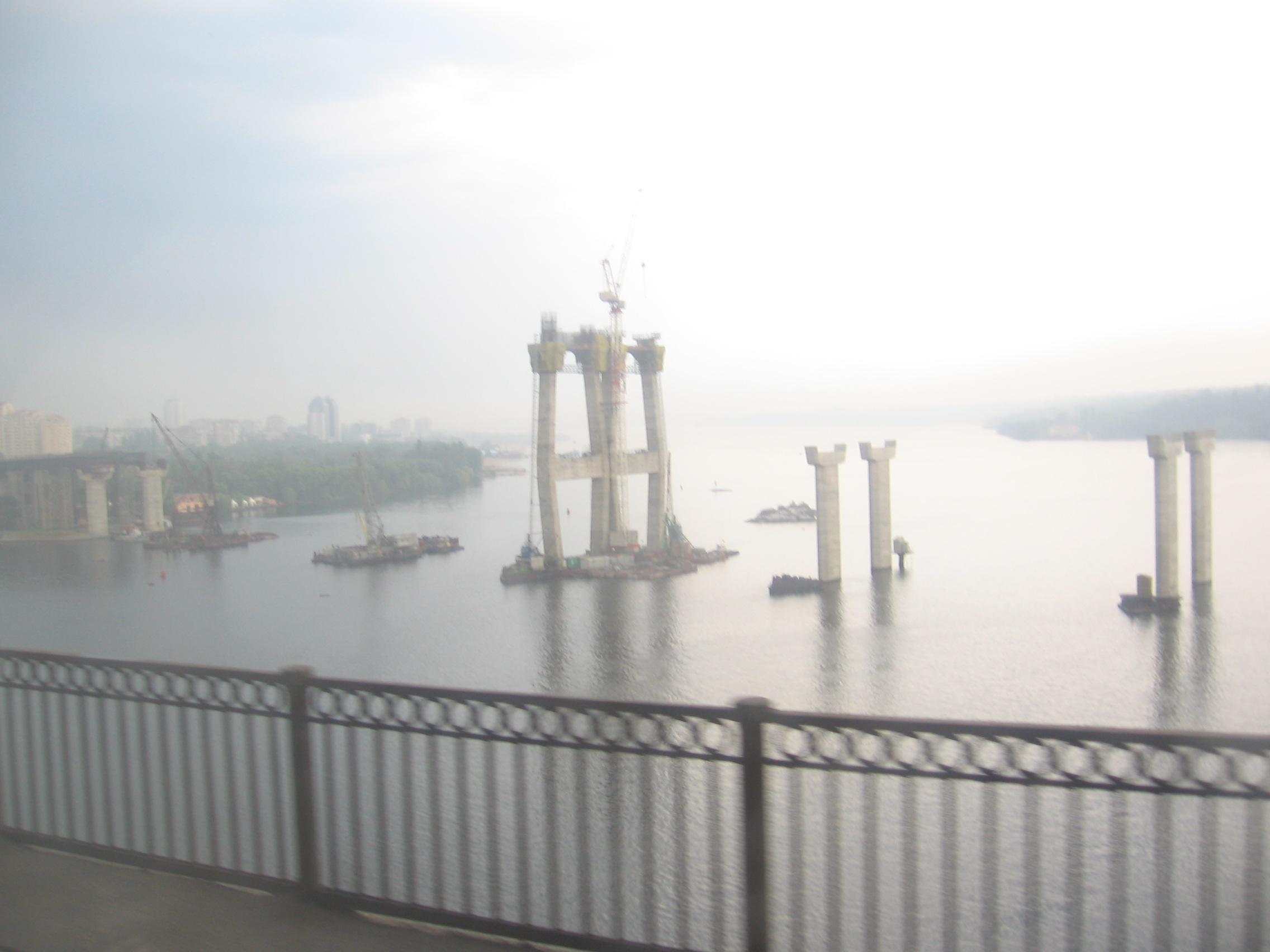
Будівництво нового мостового переходу, що триває з 2004 року через Дніпро

Генеральним планом міста Запоріжжя, затвердженим рішенням Запорізької міської ради від 15 вересня 2004 року № 4, передбачено будівництво Північного мостового переходу через острів імені Сагайдачного, що дозволить значною мірою розвантажити греблю Дніпровської ГЕС.
Північний мостовий перехід у майбутньому може стати важливим сполучним елементом мережі магістралей безперервного руху, що починався б на Правому березі біля в'їзду до міста з Дніпровського напрямку та сполучить Дніпровський район із лівобережною частиною міста.

## Залізниця
Запорізький залізничний вузол утворений перетином двох магістральних ліній Харків — Запоріжжя — Сімферополь та Кривий Ріг — Запоріжжя — Донбас.
У місті діють два залізничних вокзали Запоріжжя I та Запоріжжя II. Через місто Запоріжжя пролягають 103,2 км залізничних колій. В місті розташовані 8 залізничних пасажирських та вантажних станцій. У складі регіональної філії «Придніпровська залізниця» АТ «Укрзалізниця» в місті діють Запорізька дирекція залізничних перевезень, Запорізька дистанція навантажувально-розвантажувальних робіт та найдовша за протяжностю в Україні Запорізька дитяча залізниця.

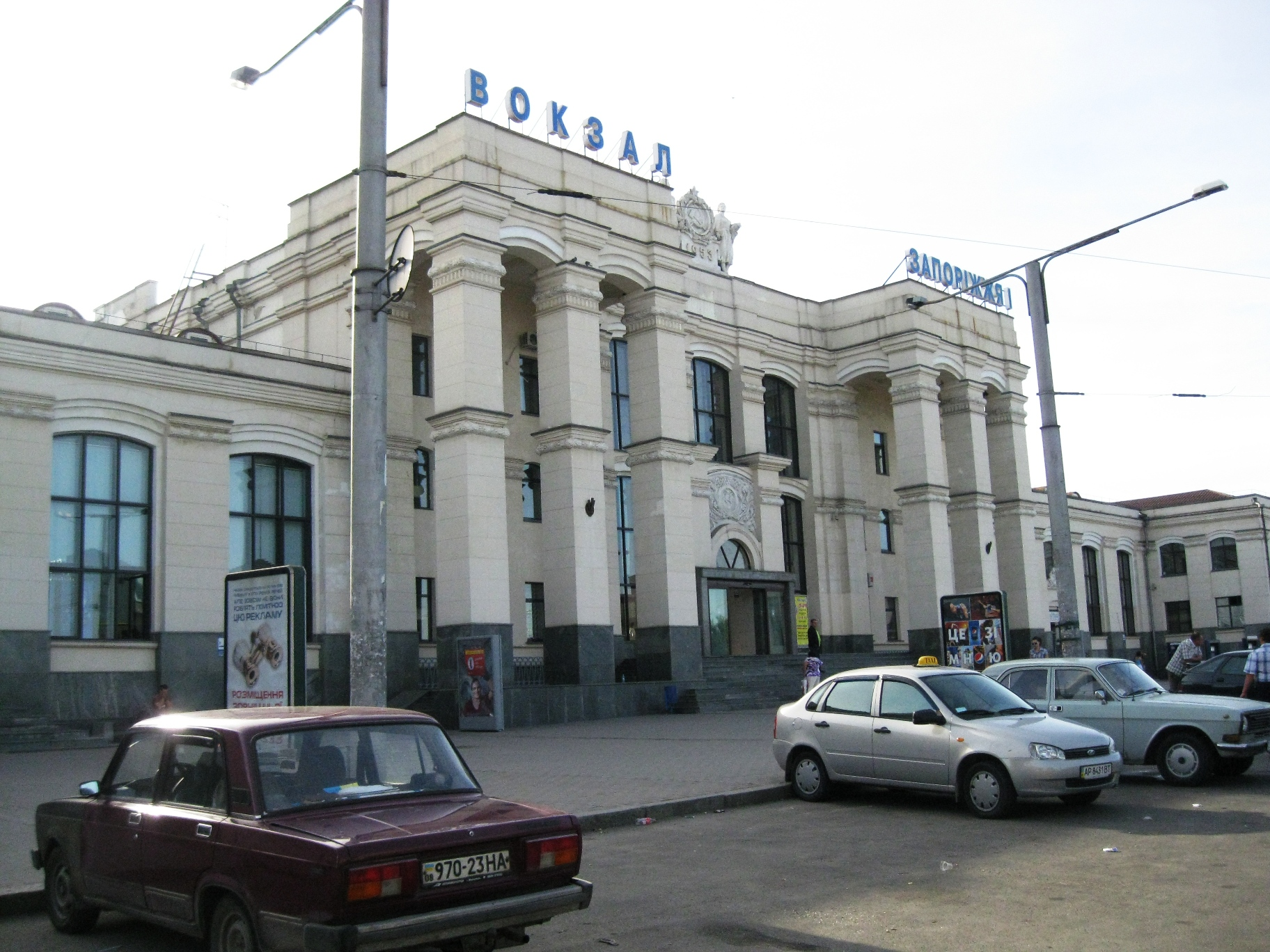
Запоріжжя I
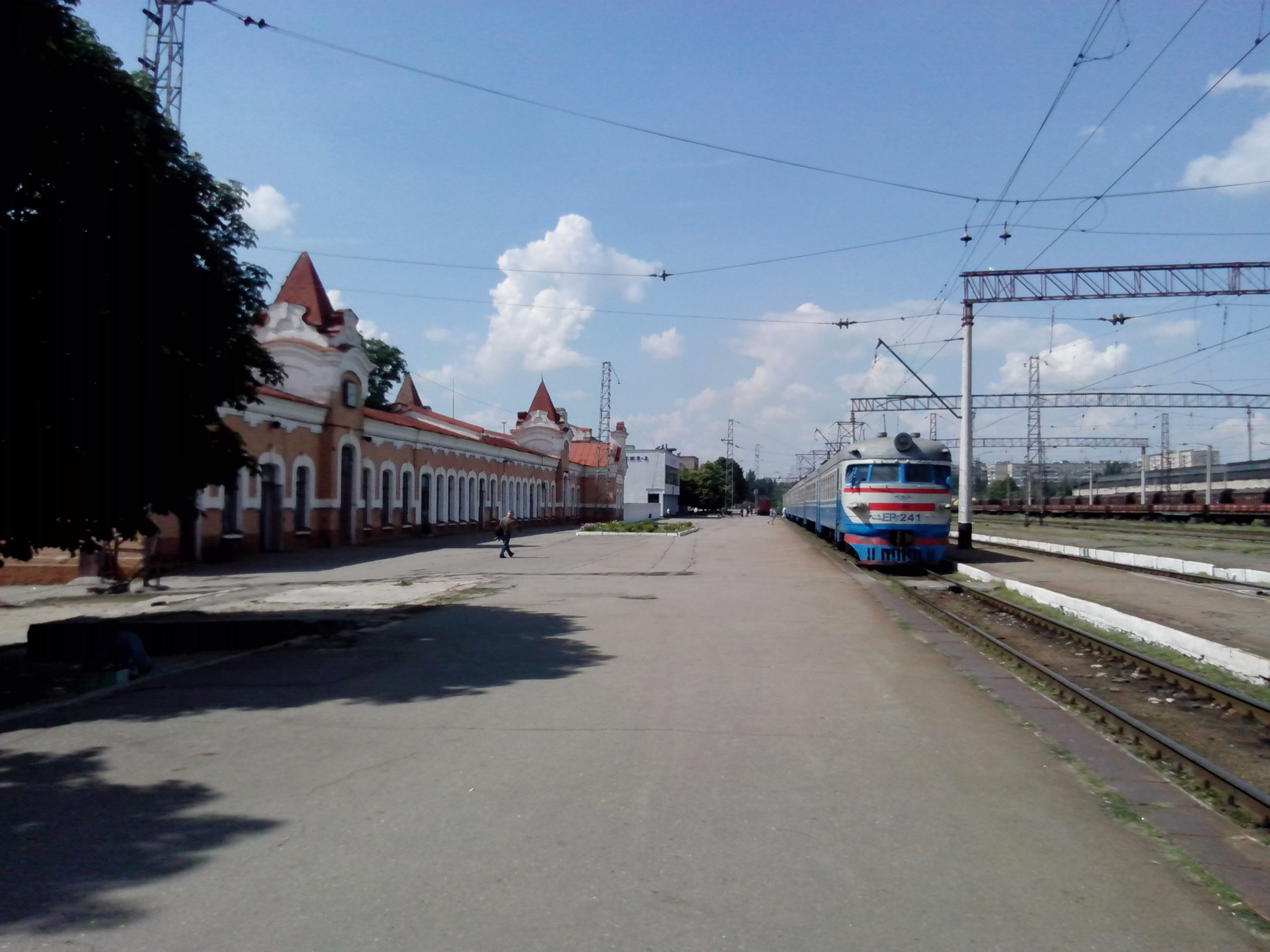
Запоріжжя II
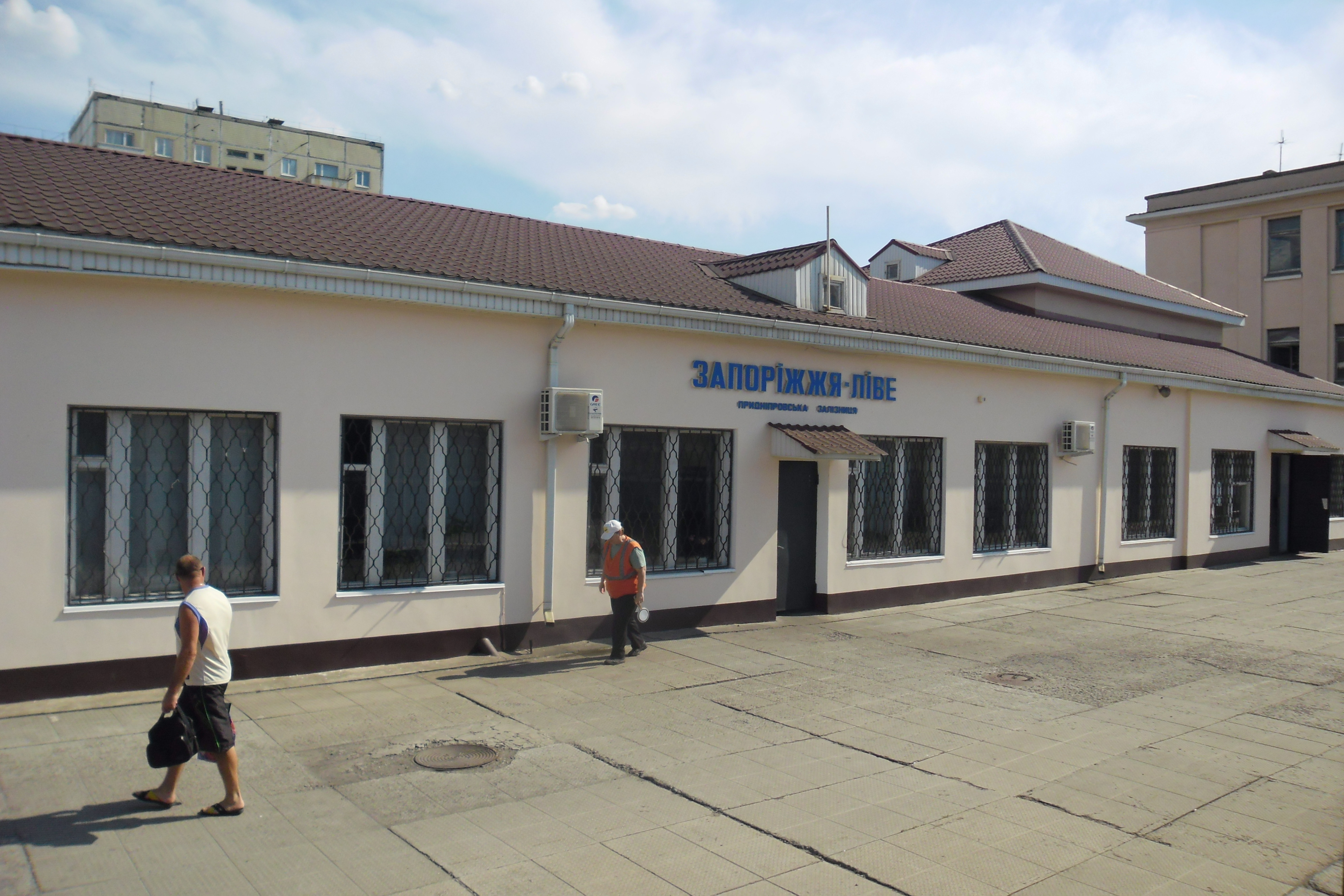
Запоріжжя-Ліве
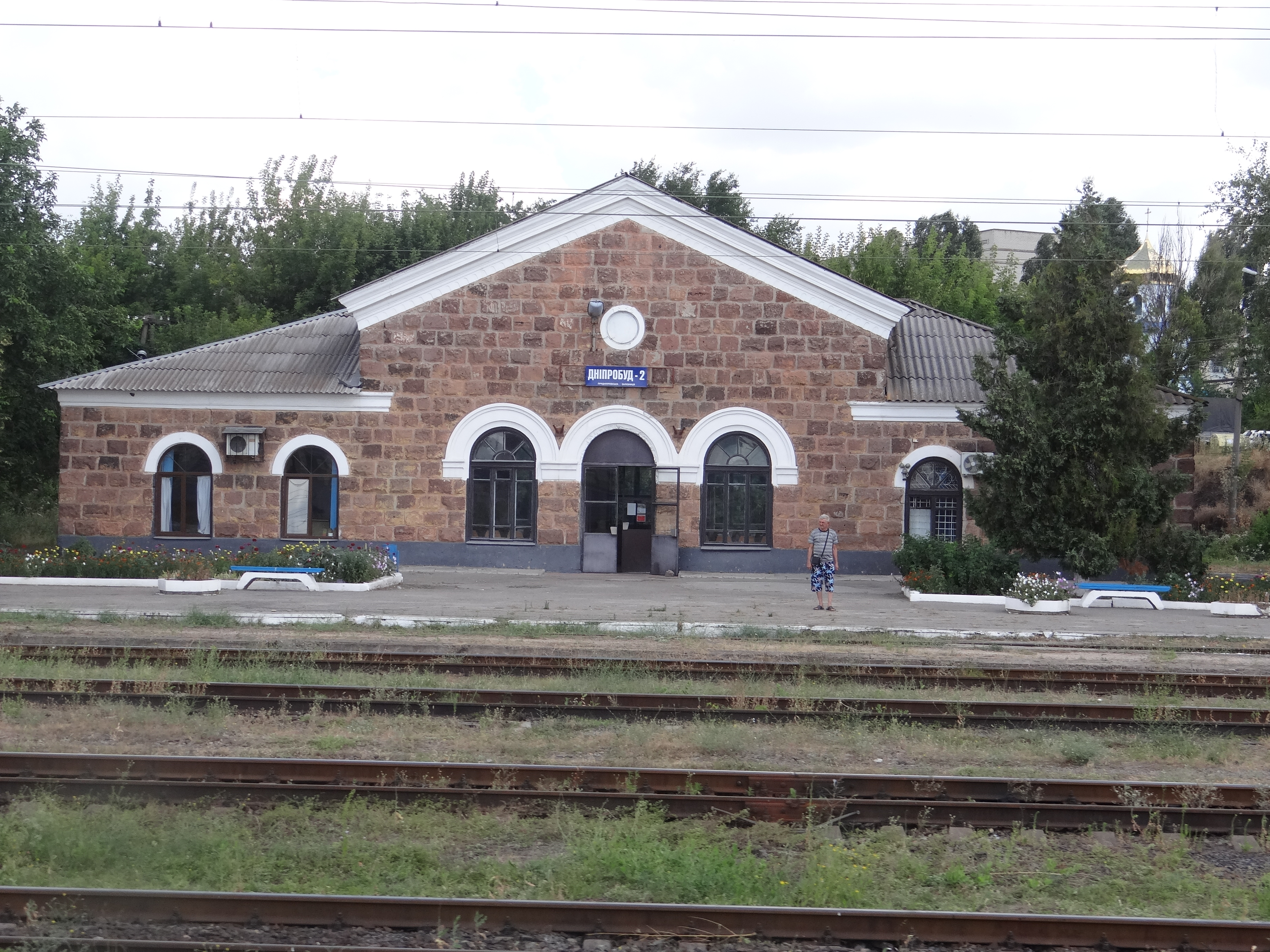
Дніпробуд II
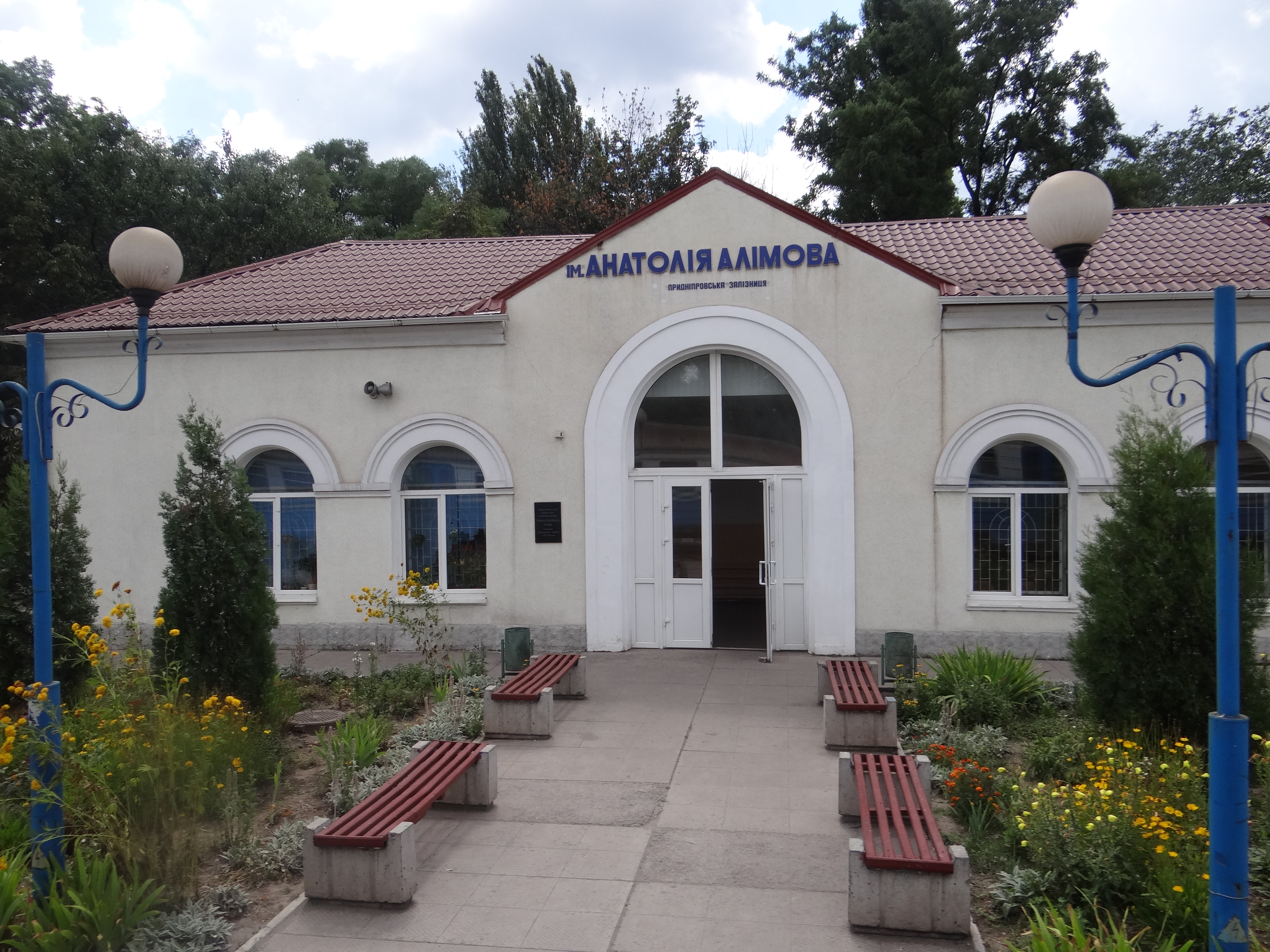
Імені Анатолія Алімова

### Поїзди далекого сполучення
Зі станції Запоріжжя I прямують поїзди далекого сполучення до Києва, Дніпра, Вінниці, Івано-Франківська, Ковеля, Кривого Рогу, Кропивницького, Луцька, Львова, Рахова, Рівного, Солотвино (з 10 червня 2023 року), Тернополя, Ужгорода, Хмельницького, Перемишля тощо). Через російське вторгнення в Україну тимчасово припинено рух поїздів до станцій Бердянськ, Маріуполь, Миколаїв, Новоолексіївка, Одеса-Головна, Харків-Пасажирський, Херсон.
З 18 березня 2020 року, через поширення коронавірусної хвороби COVID-19, у міждержавному сполученні скасовано курсування поїздів до Москви та Мінська (у найближчому майбутньому відновлення руху навіть не розглядається через збройну агресію проти України).
До 2021 року, під час літнього періоду, призначалися додаткові поїзди сезонного курсування до Бердянська, Генічеська.
При проїзді пасажирськими поїздами вартість проїзду залежить від дня тижня, сезону, фірмовості та класу вагону.
Актуальний розклад руху пасажирських поїздів по станції Запоріжжя I доступний на сайті Укрзалізниці.
Вартість проїзду та наявність місць на пасажирські поїзди є можливість переглянути на сайті booking.uz.gov.ua.
Станція Запоріжжя II обслуговує лише приміські поїзди. З 19 січня 2023 року поїзди далекого сполучення у напрямку Кривого Рогу через станцію не прямують.

### Поїзди приміського сполучення

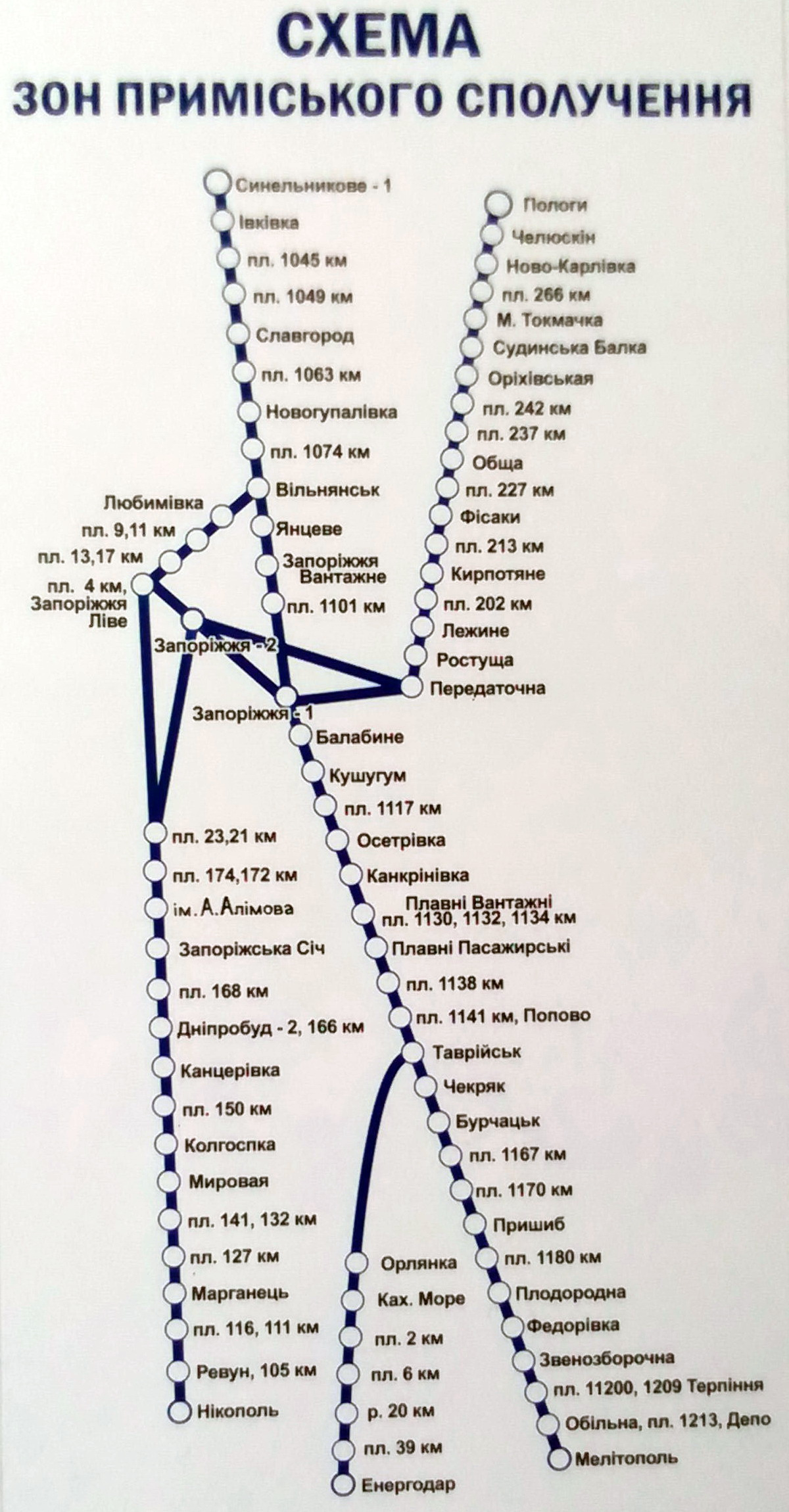
Схема приміського сполучення Запорізької дирекції Придніпровської залізниці

Станції Запоріжжя I та  Запоріжжя II приймають поїзди приміського сполучення від/до станцій: Вільнянськ, Синельникове I, Марганець, Нікополь.
Через російське вторгнення в Україну тимчасово припинено рух приміських поїздів до станцій: Пришиб, Мелітополь, Новоолексіївка, Сиваш, Генічеськ, Пологи, Енергодар.
Приміське сполучення недостатнє через недофінансування з боку обласних державних адміністрацій та інших установ, й технічно зубожіле.
Квитки на приміські поїзди діють протягом усього дня, який вказаний на квитку. Також можливе оформлення місячних, двотижневих, кількамісячних, річних проїзних абонементів, а також проїзних вихідного дня, на один місяць, безкоштовних, дитячих, студентських, починаючи від будь-якої дати.
Розклад руху приміських поїздів доступний на сайті Придніпровської залізниці. Мережа зупинних пунктів та станцій у місті дозволяє користуватися приміським залізничним транспортом мешканцям прилеглих вулиць (для руху, наприклад, з Хортицького району до центру міста).
Регіональні електропоїзди підвищеного комфорту 3-го класу курсували від станції Запоріжжя I до станції Харків-Пасажирський (з 18 березня 2020 року скасовані). Раніше, під час літнього періоду, призначалися прискорені електропоїзди з Дніпра та Кривого Рогу до станції Генічеськ.

## Водний транспорт
Вантажні і пасажирські перевезення водним транспортом обслуговуються двома річковими портами, розташованими на лівому березі у верхньому і нижньому б'єфі Дніпровської ГЕС.
В місті раніше працювала компанія «Річковий трамвайчик», яка пропонувала прогулянки річкою Дніпро від річкового вокзалу біля Центрального парку культури та відпочинку «Дубовий Гай» навколо острова Хортиця та через шлюзи Дніпровської ГЕС до річкового порту.
ДП «Адміністрація річкових портів» на приміських лініях до російського вторгнення в Україну здійснювало перевезення мешканців міста Запоріжжя до садово-городніх ділянок під час навігації.

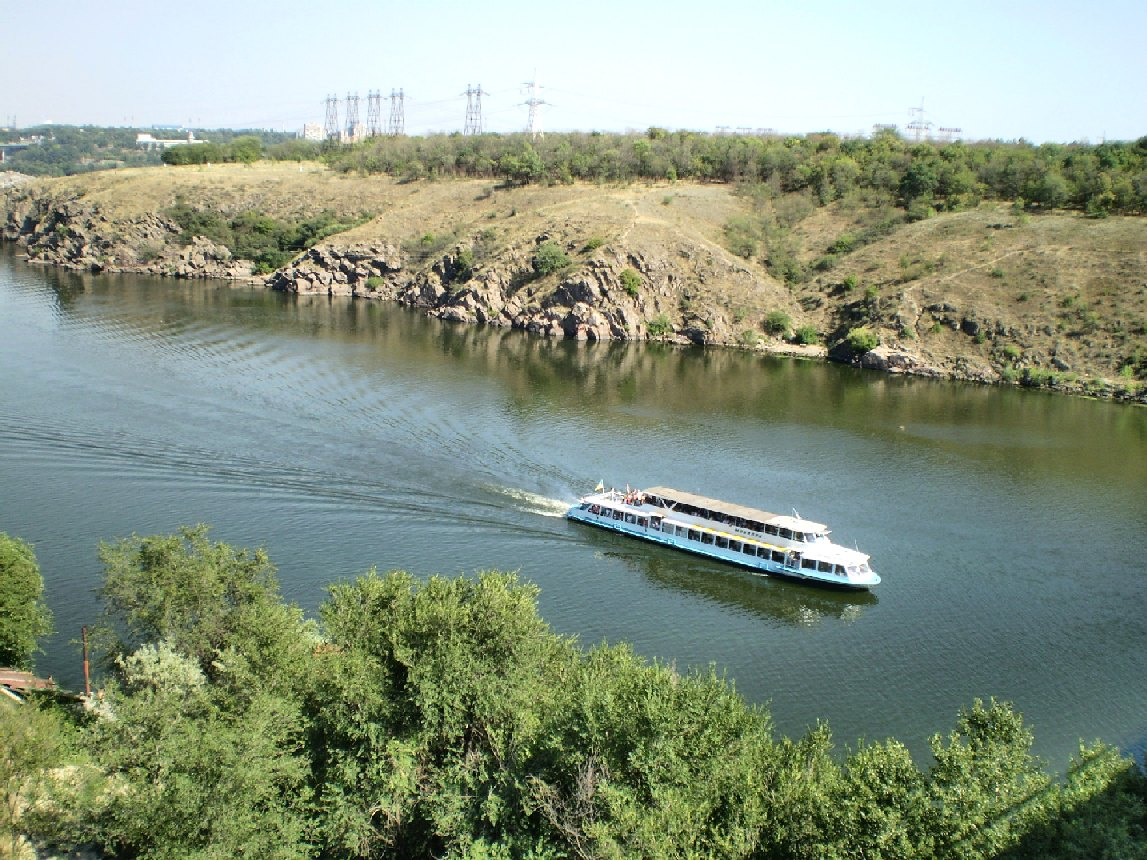
Прогулянковий катер на Дніпрі з північного заходу острова Хортиця
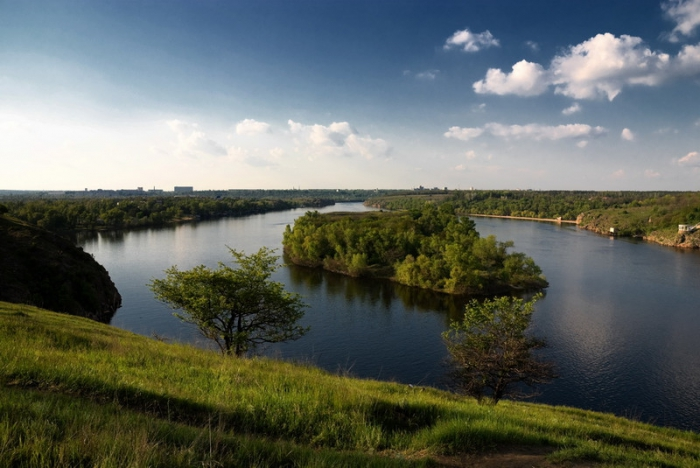
Острів Байда посеред Старого Дніпра
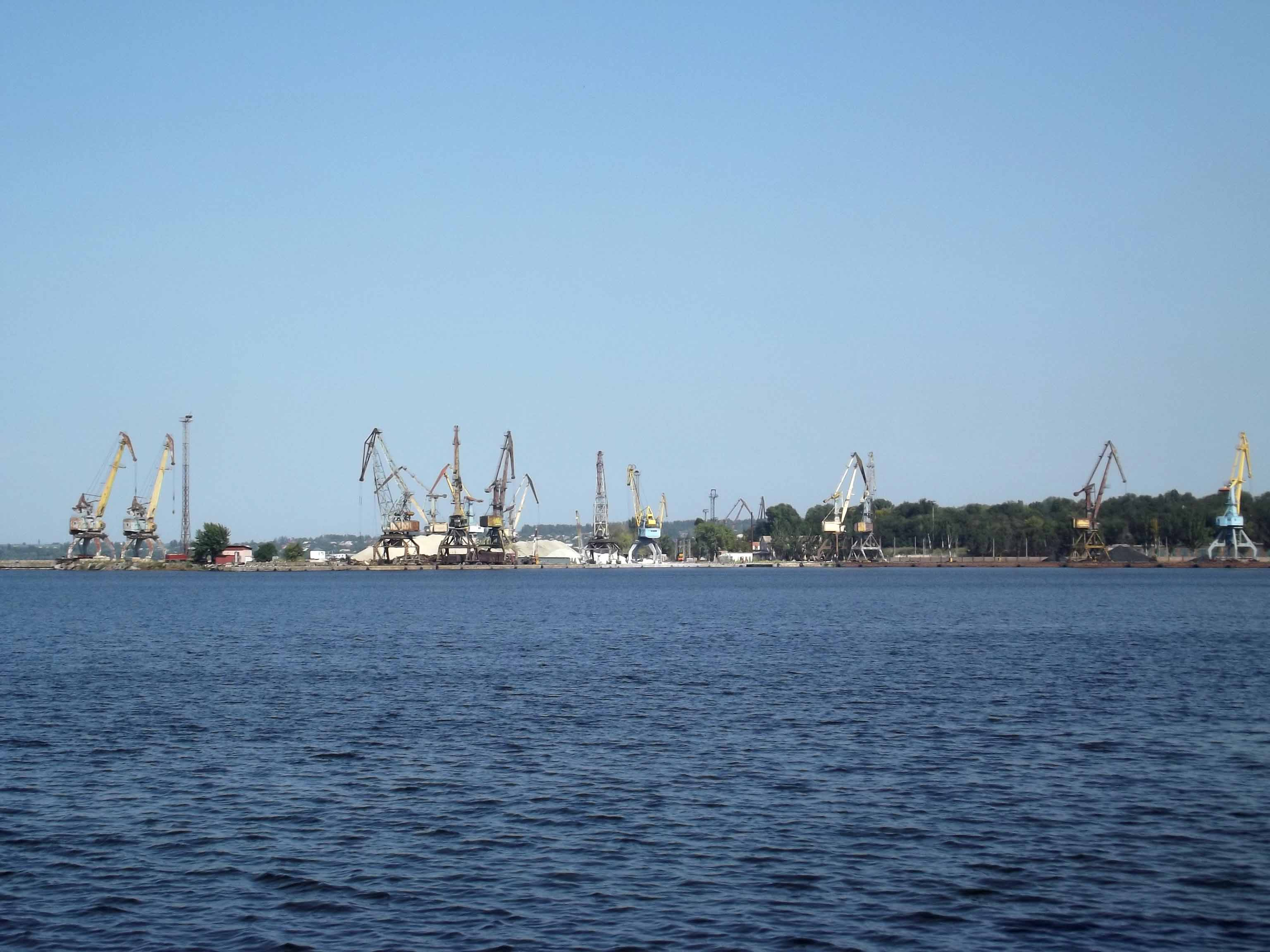
Вантажний термінал річкового порту

## Повітряний транспорт
До лютого 2022 року повітряне сполучення забезпечувалося аеропортом, розташованим у північно-східній частині міста на відстані 15 км від центру міста. У транспортній системі міста відіграє важливе місце, який має статус міжнародного, і є повітряними воротами, як для українських, так і для міжнародних авіакомпаній. Базові авіакомпанії: ВАТ «Константа», філія «Українська авіаційна транспортна компанія» (УАТК), ТОВ «Універсал — Авіа», АК «Мотор Січ». З аеропорту «Запоріжжя» виконують рейси авіакомпанії «Міжнародні авіалінії України», «Азур Ейр Україна», «Аеростар», «AtlasGlobal Україна», «Pegasus Airlines», «Turkish Airlines». Збільшення показників обумовлено збільшенням кількості внутрішніх та міжнародних чартерних рейсів. ТОВ АК «ЮтЕйр-Україна» виконувало чартерні рейси до Єгипту, ПрАТ АК «МАУ» регулярні рейси до Бориспіля, авіакомпанією «AtlasGlobal Україна» відкрито новий рейс Стамбул — Запоріжжя — Стамбул; авіакомпанія «Мотор Січ» обслуговувала новий щоденний регулярний рейс Запоріжжя — Мінськ — Запоріжжя. Авіакомпанії «Pegasus Airlines», «Turkish Airlines» виконували регулярні рейси Стамбул — Запоріжжя — Стамбул. 

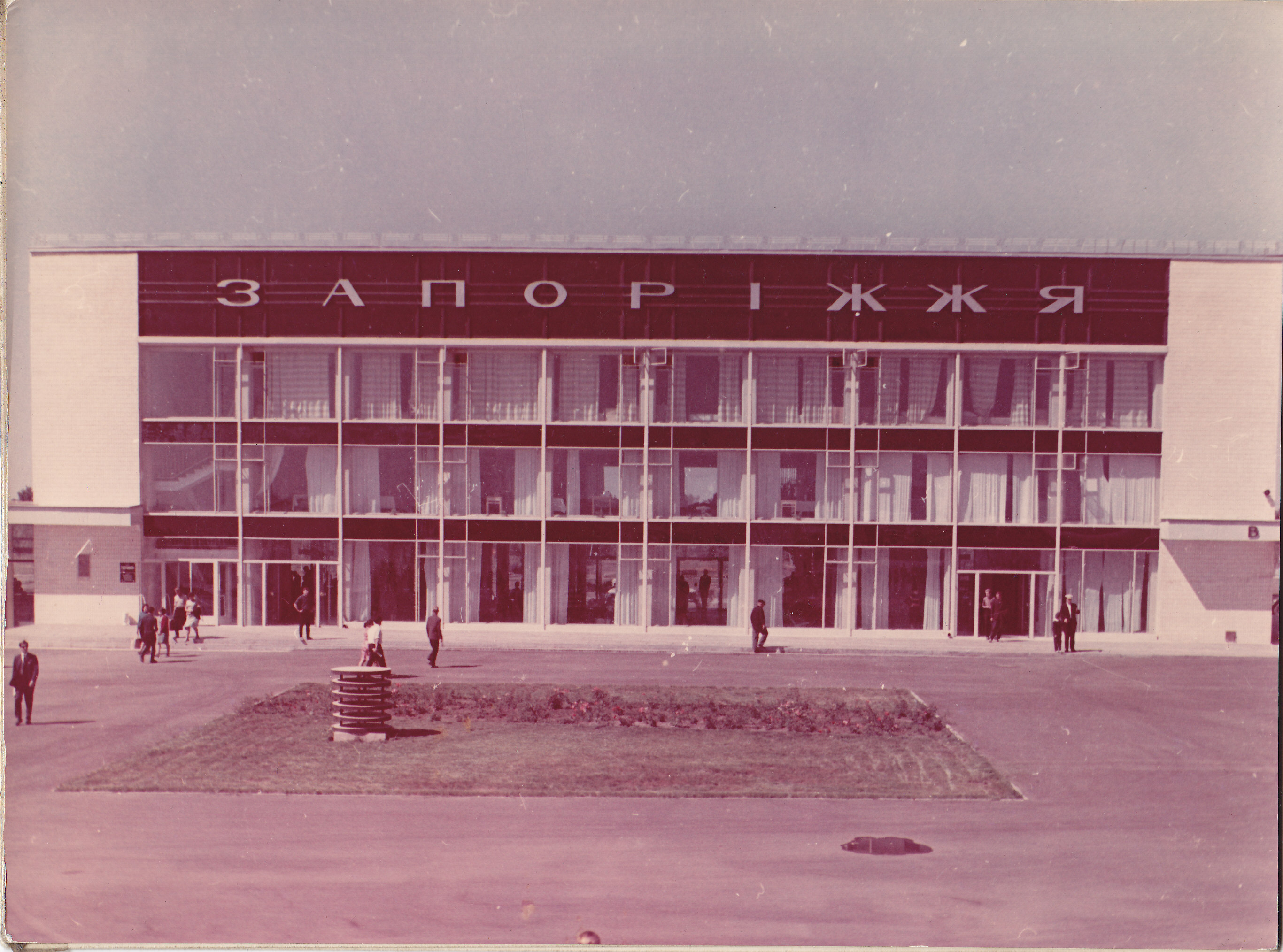
Будівля аеропорту Запоріжжя у 1960-ті роки
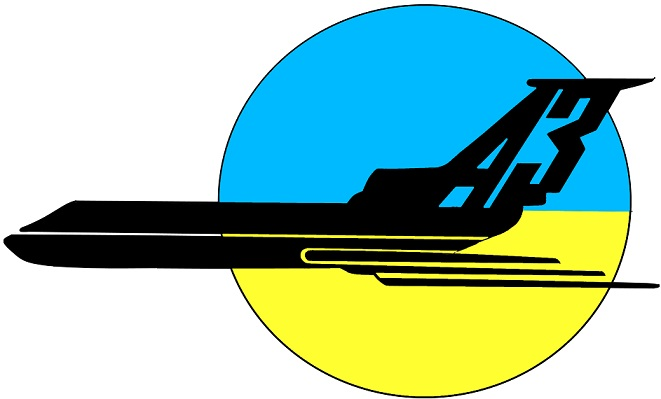
Логотип аеропорту Запоріжжя
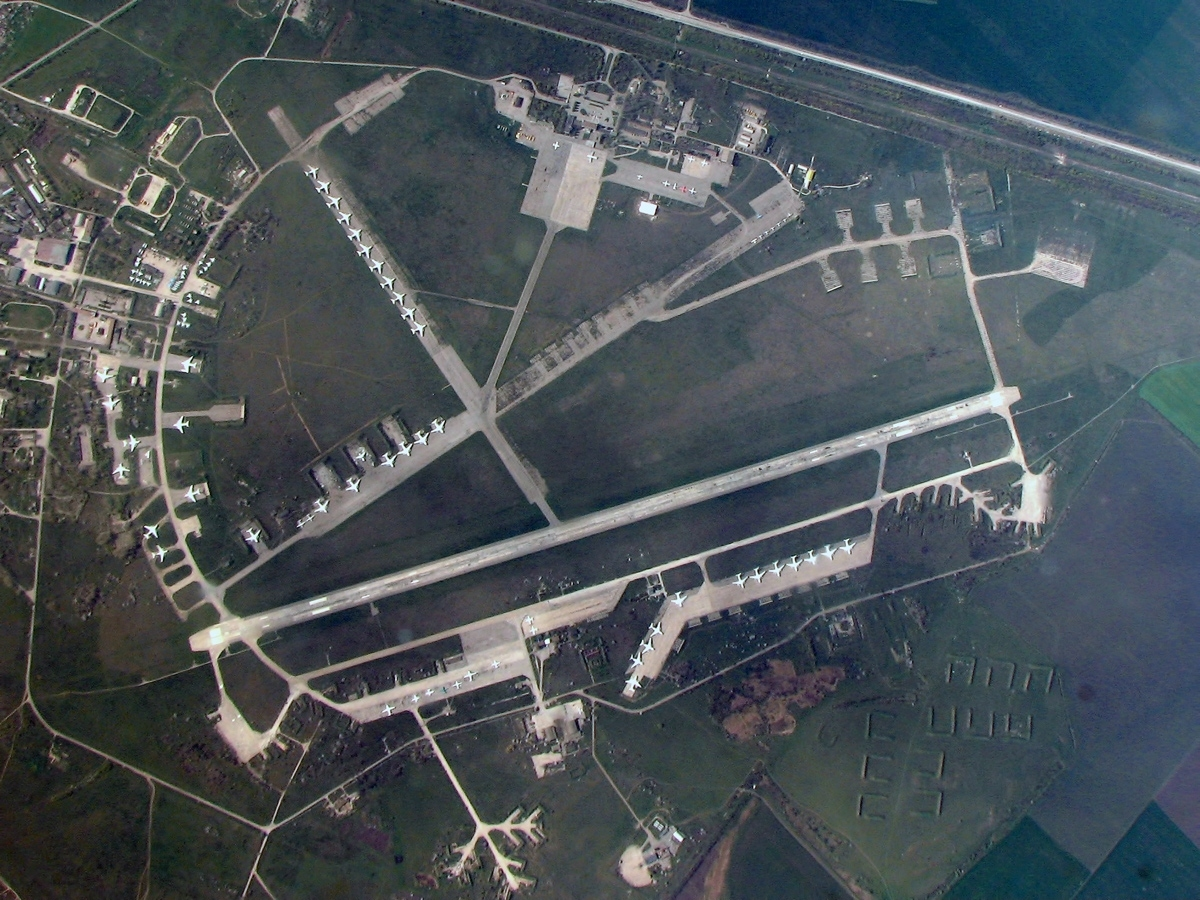
Аеродром і термінали злітно-посадкової смуги
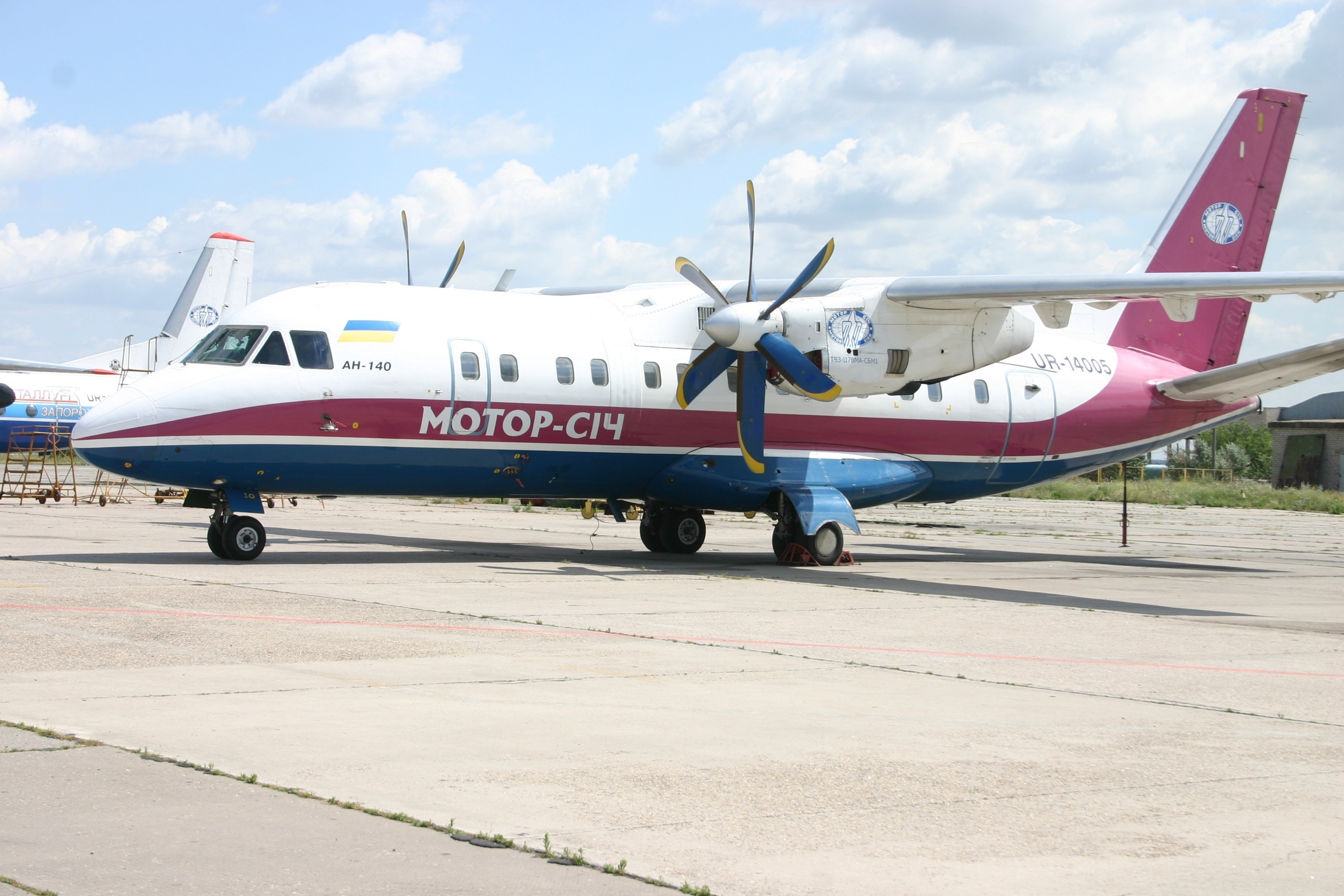
Ан-140 авіакомпанії Мотор Січ
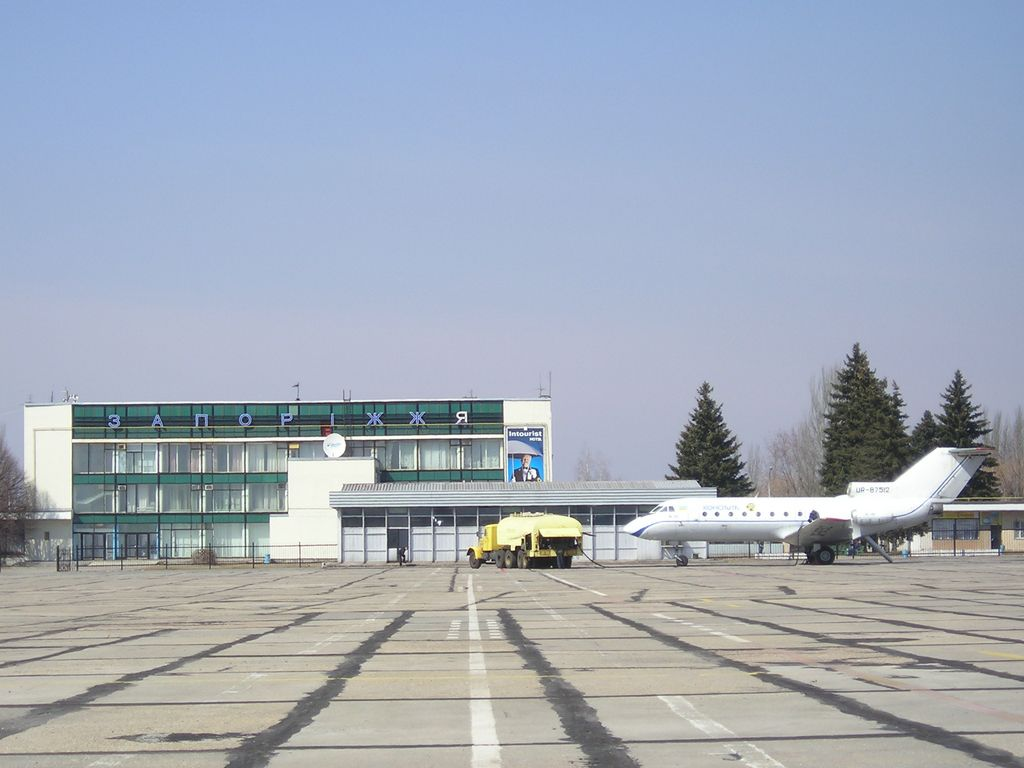
Старий термінал аеропорту
Новий термінал аеропорту (з 19.10.2020)Новий термінал аеропорту (з 19.10.2020)